# Chiese di Chieti

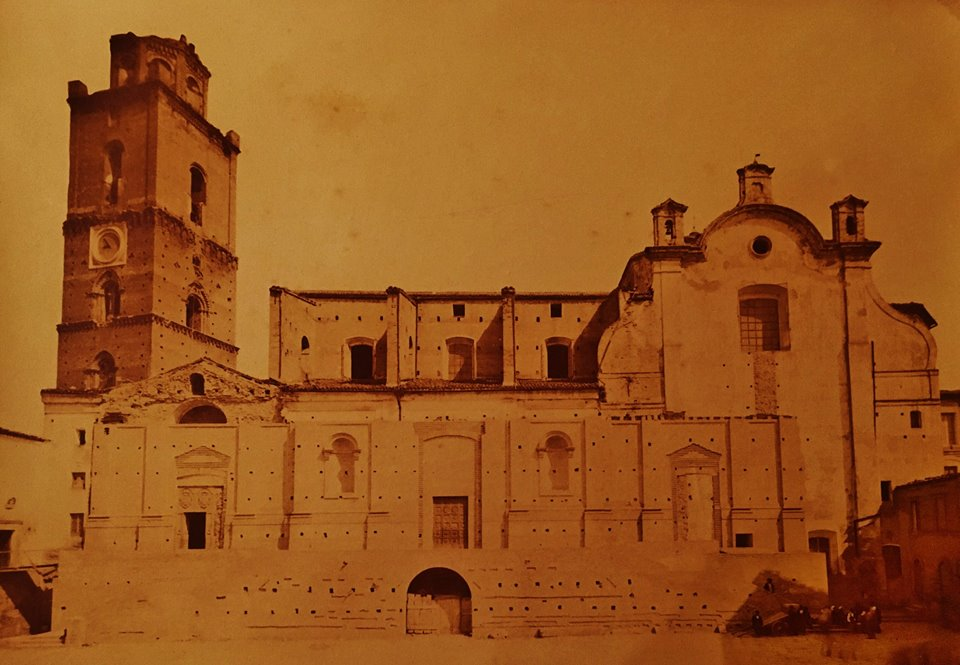
Fotografia storica del Duomo, nell'aspetto barocco prima della ricostruzione esterna degli anni '30 in stile neogotico

Numerosi sono gli edifici religiosi realizzati a Chieti a partire dal VI secolo circa dopo la caduta dell'Impero romano d'Occidente, passando poi per le grandi costruzioni del XIII secolo fino alla restaurazione barocca del XVII secolo fino a oggi.
Sostanzialmente il gruppo delle architetture religiose teatine si suddivide negli antichi ex complessi monastici nella città alta (o "Colle") insieme con il Duomo di San Giustino, le piccole chiese rurali sparse fuori dall'antico perimetro murario, e le chiese moderne situate nel nuovo agglomerato di Chieti Scalo.

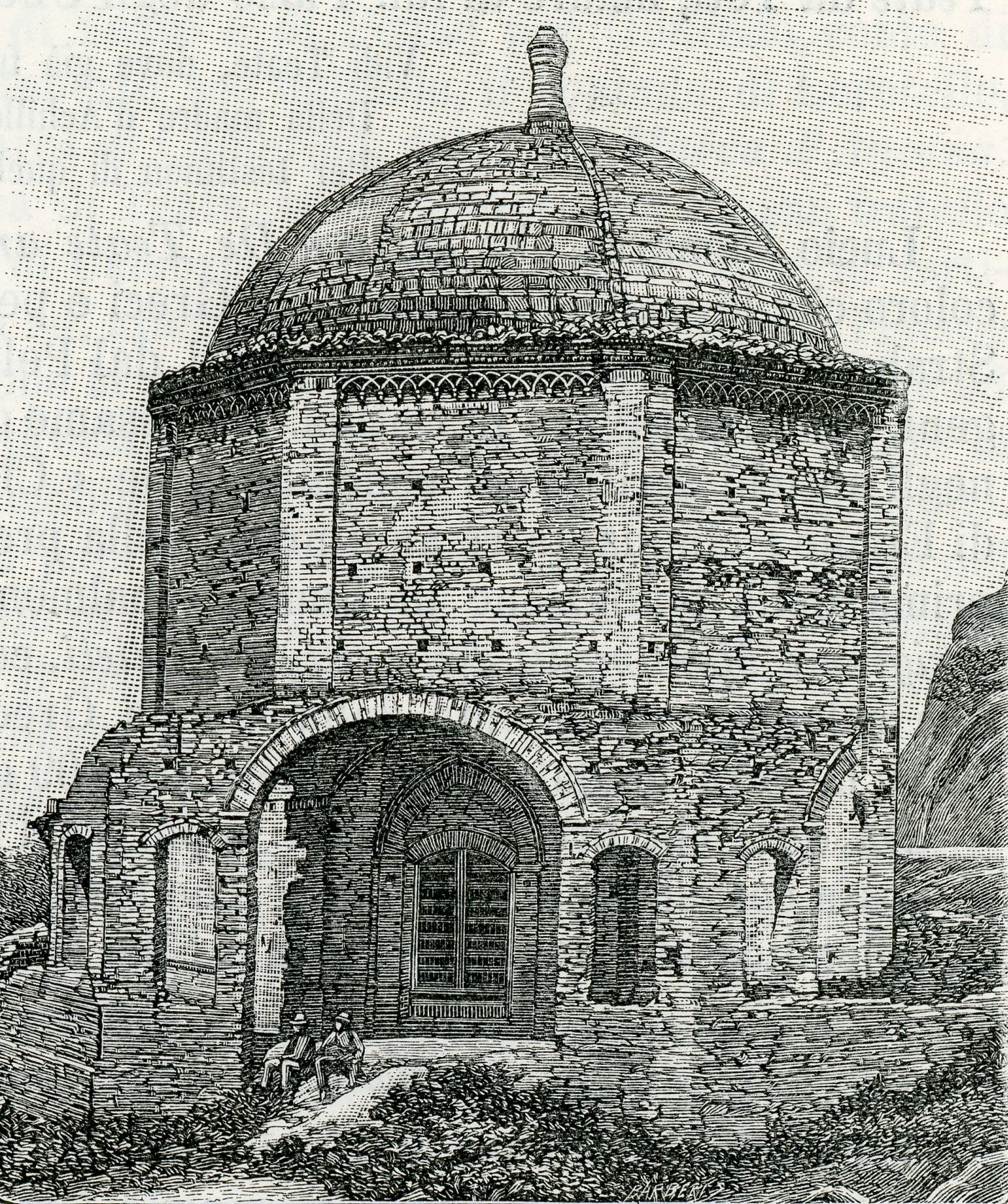
Antico disegno della chiesa del Tricalle

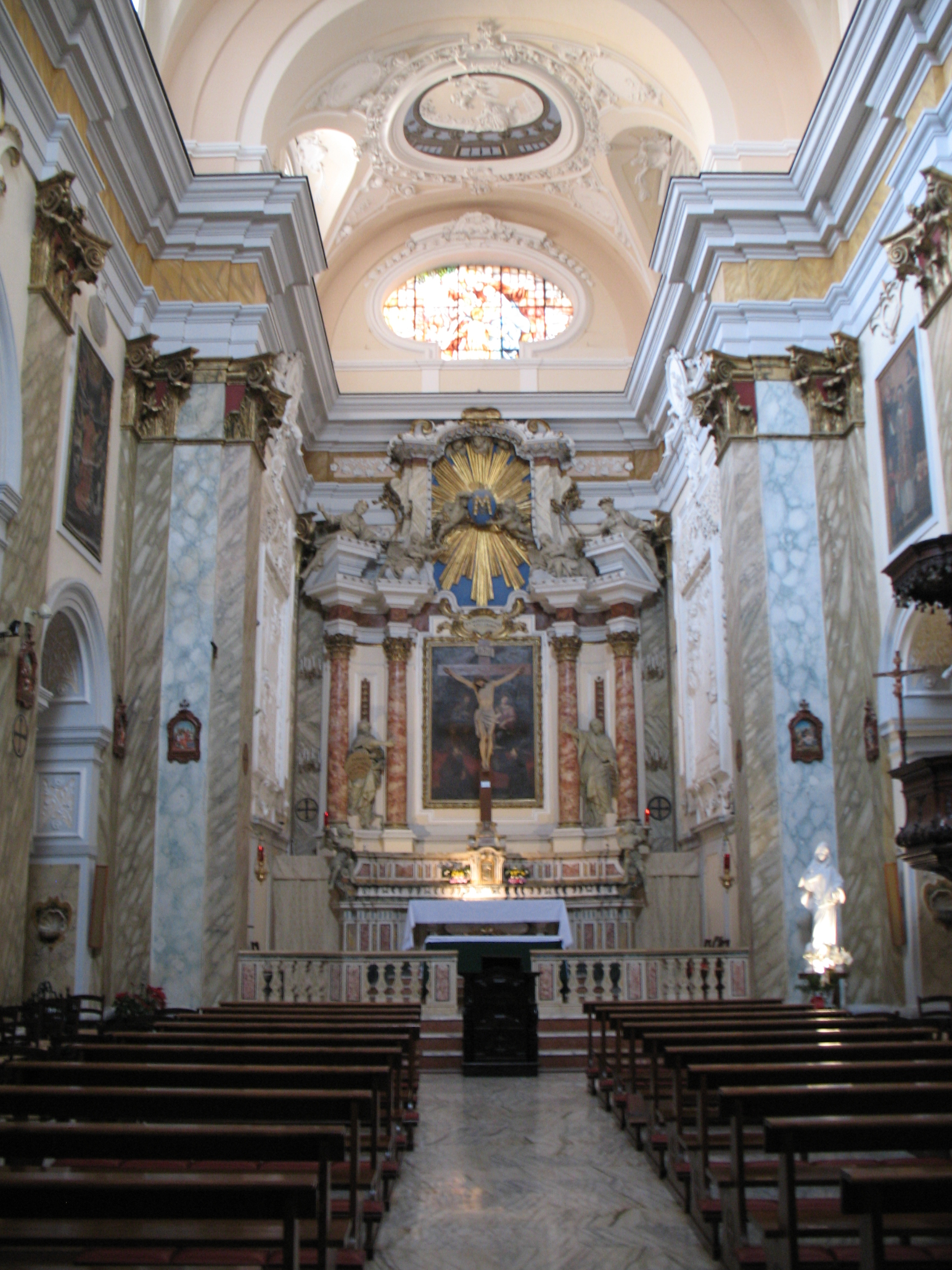
Altare maggiore della chiesa di San Domenico

## Chiese principali

### Cattedrale di San Giustino

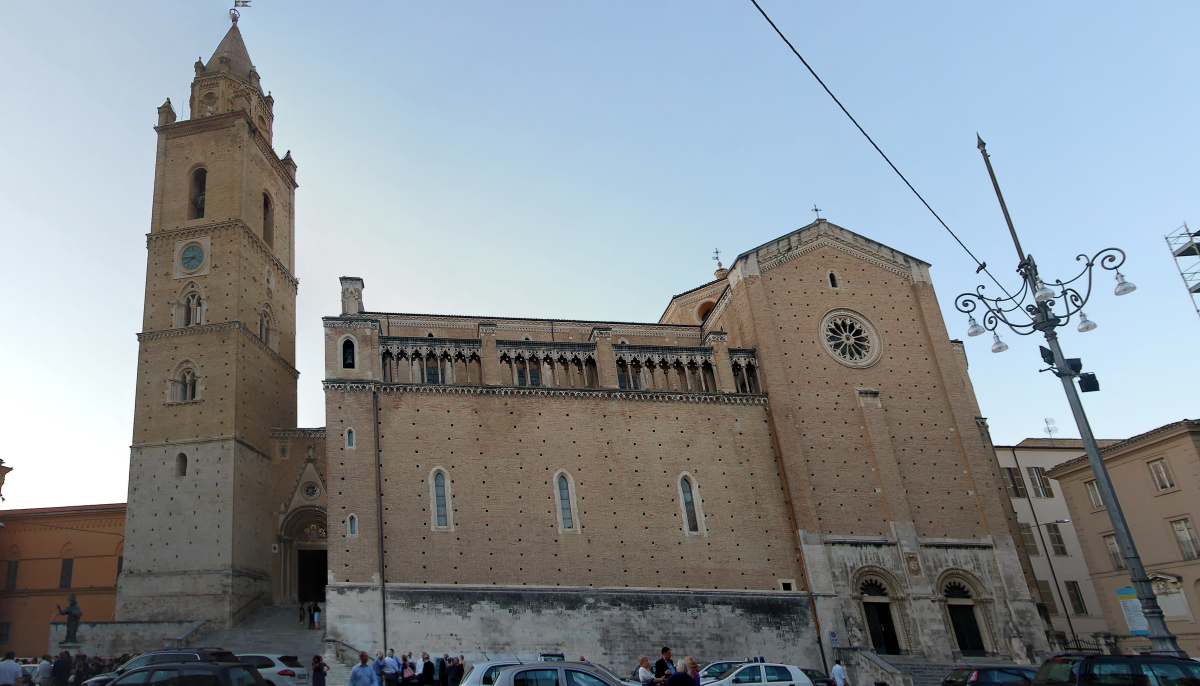
Prospetto della Cattedrale sulla piazza

La Cattedrale di Chieti è un organismo architettonico che si presenta oggi come un palinsesto, frutto dei numerosi e continui rimaneggiamenti succedutisi dal tempo della fondazione altomedievale (VI secolo circa). In età moderna, nel 1607 a causa dei dissesti che la chiesa subì per i terremoti, si decise di dare avvio a drastici lavori di ricostruzione quasi totale, che ne cambiarono l'originario aspetto gotico. Alla metà del XVII secolo la cripta trecentesca venne adeguata al nuovo linguaggio decorativo barocco, che previde un rivestimento in stucco con pitture, rimosso nel secondo dopoguerra ridando l'originale aspetto austero dell'ambiente.
La planimetria attuale risale al rifacimento dell'XI secolo dopo la distruzione avvenuta per mano di Pipino il Breve, anche se la ricostruzione gotica ufficiale è testimoniata nel '300 (con lavori fatti nel 1269 per la chiesa di San Francesco), il campanile nei primi tre livelli risale al 1335, e l'ultimo con cuspide è del 1498. Gli interventi più drastici vennero realizzati nella chiesa superiore dopo i danni del terremoto aquilano del 1703, che fece crollare la cuspide rinascimentale della torre campanaria. Dal 1759 al 1770 la chiesa fu completamente rinnovata in forme barocche, progettate dall'architetto Carlo Piazzola, che rispettò la pianta basilicale a croce latina.

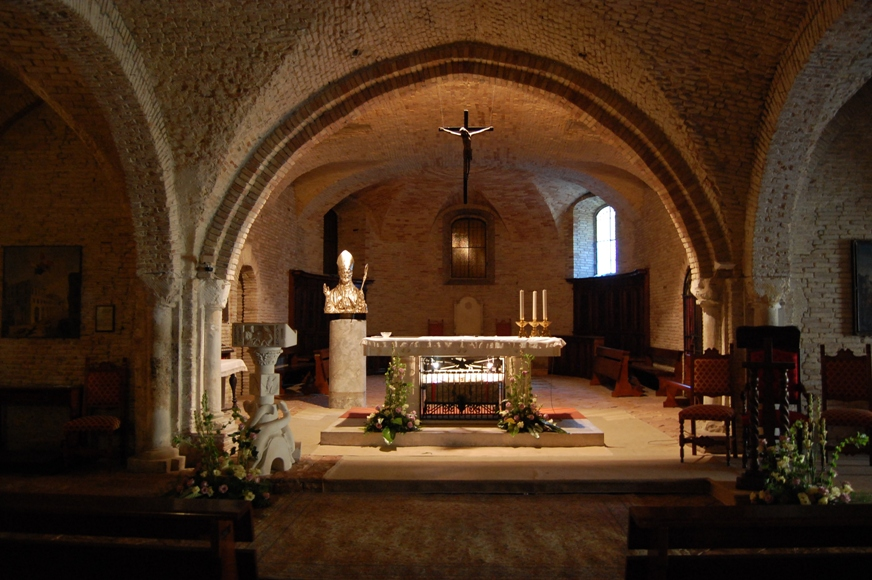
La cripta gotica con il busto di San Giustino

Le tre navate interne furono divise da pilastri quadrangolari in tre ariose campate ciascuna, coperte da volte a botte lunettata sul corpo centrale, e a cupolette sulle navatelle. L'elemento che caratterizza di più l'interno è il dislivello tra le navate e il presbiterio, fortemente rialzato sulla cripta sottostante. Superato il dislivello si accede al profondo transetto coperto con l'abside semicircolare a cassettoni e lo sfavillio dorato dell'altare maggiore. L'uniformità dello spazio interno della chiesa è garantita da un alto cornicione modanato che corre lungo tutto il perimetro al di sotto del quale ritmano la parete lesene poco aggettanti.
Disposte ai lati della cupola si trovano la cappella di San Gaetano Thiene e quella dell'Immacolata, che custodiscono tele del pittore Ludovico de Majo e di Saverio Persico. Altre due cappelline si trovano a destra e a sinistra dell'abside: la cappella "Mater populi Teatini" con la preziosa stata lignea rinascimentale e altare del 1695 e la cappella di San Giustino con busto argenteo del santo, poiché quello originale di Nicola da Guardiagrele (XIV secolo) è stato trafugato. Nella navata sinistra si trova la cappella del Sacramento. organismo voltato a cupola in stile neorinascimentale del 1881, con tela del pittore Francesco Grandi. L'altare maggiore è decorato da un paliotto marmoreo del 1798 di scuola napoletana; la pala maggiore raffigurante Incredulità di San Tommaso è opera di Saverio Persico. Completano la decorazione parietale e l'arredo liturgico numerose altre opere d'arte come gli affreschi ottocenteschi della volta, il fonte battesimale in porfido di Verona del 1599, il coro ligneo del 1769 di Ferdinando Mosca.

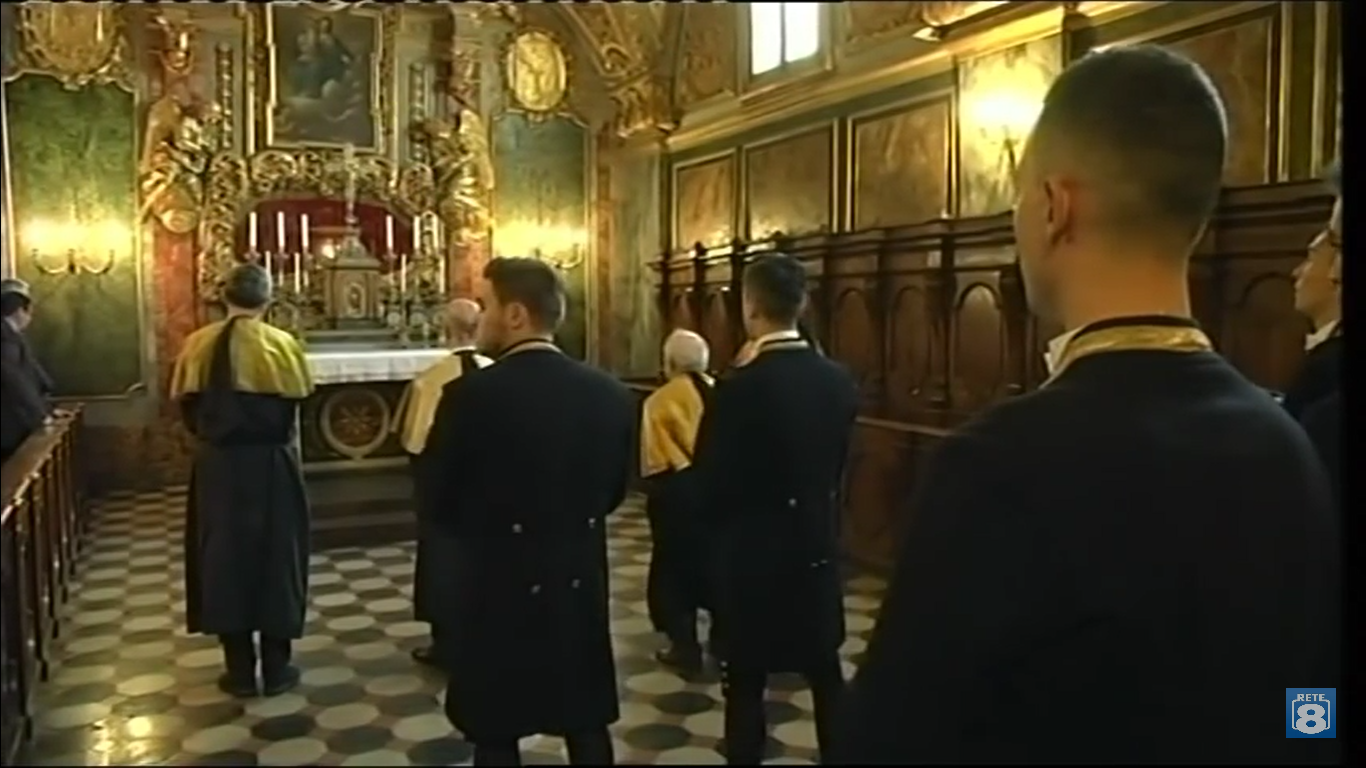
Interno del Sacro Monte dei Morti

### Oratorio del Sacro Monte dei Morti
Si trova dentro la Cattedrale, accessibile dalla cripta gotica oppure dal Palazzo del Seminario Diocesano in piazzetta Zuccarini lungo via Arniense. Le vicende storiche della chiesetta sono connesse all'Arciconfraternita omonima. Le fonti della confraternita sono la Historia di Girolamo Nicolino, nella "Storia degli uomini illustri" del Ravizza e un opuscolo di Luigi Vicoli (1859). La confraternita è una delle più antiche, insieme a quella di Santa Maria di Costantinopoli presso la chiesa di Santa Chiara; il suo nome è indissolubilmente legato all'organizzazione della processione del Venerdì santo. Il piccolo oratorio si sviluppò nell'XI secolo per accogliere le reliquie di San Giustino, grazie alle donazioni del conte Drogone e del vescovo Rainolfo, istituendo delle messe quotidiane in suffragio dei morti, da celebrarsi presso l'altare del santo patrono. Nel 1578 Papa Gregorio XIII dichiarò privilegiato l'altare suddetto, favorendo la costituzione formale del Monte che, sempre annesso alla cappella di San Giustino, fu fondato a tutti gli effetti nel 1597, presso l'altare di "Santa Maria Succrre Miseris", vicino a quello del Patrono, grazie al cospicuo lascito di Pietro Antonio Gigante, capitano delle milizie cittadine. Nel 1603 sotto il camerlengato di Girolamo Valignani e Giuseppe de Letto, fu eseguita la volontà del testatore, innalzando una cappella presso la cripta trecentesca. La costruzione inizialmente era modesta, sebbene nel 1648 l'arcivescovo Stefano Sauli autorizzasse l'istituzione della Confraternita. Nel 1666 fu costruita la tomba monumentale per il Capitano Gigante. Nel 1711 furono terminati i lavori di rifacimento barocco, mostrando l'oratorio nelle sue fattezze attuali. Nel 1846 fu sistemata la scala di accesso.
L'aula rettangolare con volta lunettata e due finestre strombate, ha proporzioni armoniose grazie ai rapporti di lunghezza-larghezza; la cappella è ricoperta da stucchi ad altorilievo, costoloni, festoni, medaglioni, riquadri, statue. La decorazione ricalca il tema della passione di Cristo seguendo le scene più importanti tratte dai Vangeli. La piccola pala d'altare mostra la Vergine col Bambino che soccorrono le anime del Purgatorio; l'opera è di scuola napoletana, vicina al Solimena. Quanto agli stucchi, l'apparato decorativo fu opera di Giovan Battista Gianni: lungo i lati maggiori ci sono gli scranni del coro, realizzati in noce, come ben rilevano gli elementi ornamentali e la linea neoclassica del manufatto.

### Chiesa di San Francesco d'Assisi al Corso

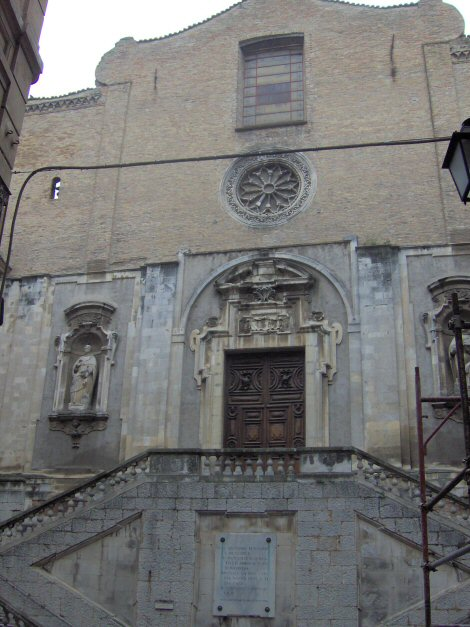
La facciata sul corso Marrucino

Il complesso è la seconda chiesa più importante di Chieti dopo la Cattedrale, costruita nel 1239 sulle rovine di una preesistente dedicata a San Lorenzo lungo il Corso Marrucino (anticamente via Ulpia), prima sede dei Francescani in città. Ultimata nel Trecento, l'edificio ha subito nel tempo numerosi rifacimenti e modifiche, fino al completo rinnovamento nella metà del XVII secolo. La Relazione Innocenziana del 1650 permette di ricostruire l'aspetto originario anteriore al rifacimento barocco: presentava una pianta particolare, che risultava dalla fusione di elementi tipici dell'architettura francescana, ed era costituita da una sola navata coperta da capriate lignee, con cinque cappelle a volta per ogni lato, un transetto, un coro a pianta poligonale coperto da volta a spicchi e costoloni. La facciata era a coronamento orizzontale, chiusa da una cornice ad archetti ogivali in laterizio. Dell'insieme rimane di medievale soltanto il ricco rosone trecentesco.
L'annesso convento era solo parzialmente realizzato fino al XVII secolo, quando per volere del padre Francesco Tomei fu ampliato e completato. Alla fine del Seicento risale la cupola monumentale, mentre nei primi anni del secolo successivo fu realizzato l'apparato decorativo.

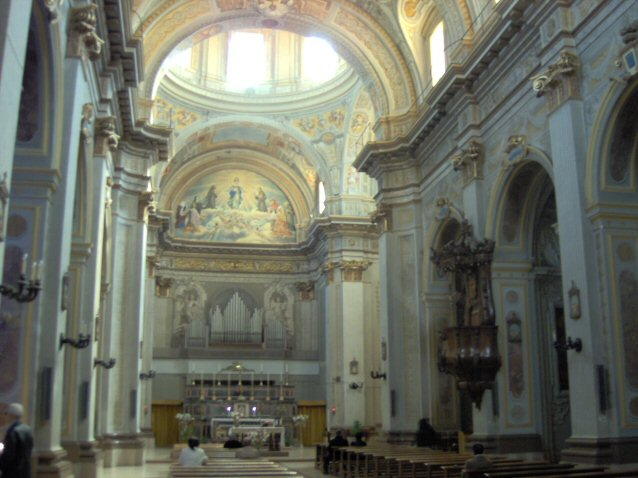
Interno di San Francesco

L'intervento ispirato al modello gesuitico, comporta la riarticolazione dello spazio interno, che vede un'aula unica scandita da pilastri, che si estendono nelle nervature della volta. Un arco trionfale poggiato su pilastri concavi connette la navata allo spazio sovrastato della cupola poggiante su un luminoso tamburo.
Gli interventi sulla facciata furono molteplici, ma non completati, e di questi risulta il paramento barocco alla base, con il portale rifatto e le due nicchie con Sant'Antonino e San Tommaso d'Aquino. L'interno contiene cinque cappelle laterali, rimaneggiato nella seconda metà del '600, ornato con pitture architettoniche e pannelli raffiguranti le scene di vita di San Francesco. La decorazione in stucco molto ricca ed estesa risale alla metà del XVII secolo. Gli altari del transetto sono dedicati a Sant'Antonio di Padova, a San Francesco. Del 1706 è un busto ligneo di Sant'Antonio realizzato da Giacomo Colombo. Nella quinta cappella a sinistra c'è un dipinto a olio su tela della "Vergine e San Marco" del XVII secolo, attribuito al Padovanino. Il pergamo ligneo è stato intagliato da Tommaso Salvini di Orsogna nel Settecento. La chiesa ha due piccoli campanili a vela, ospitanti una campana ciascuno.

### Chiesa di San Domenico degli Scolopi

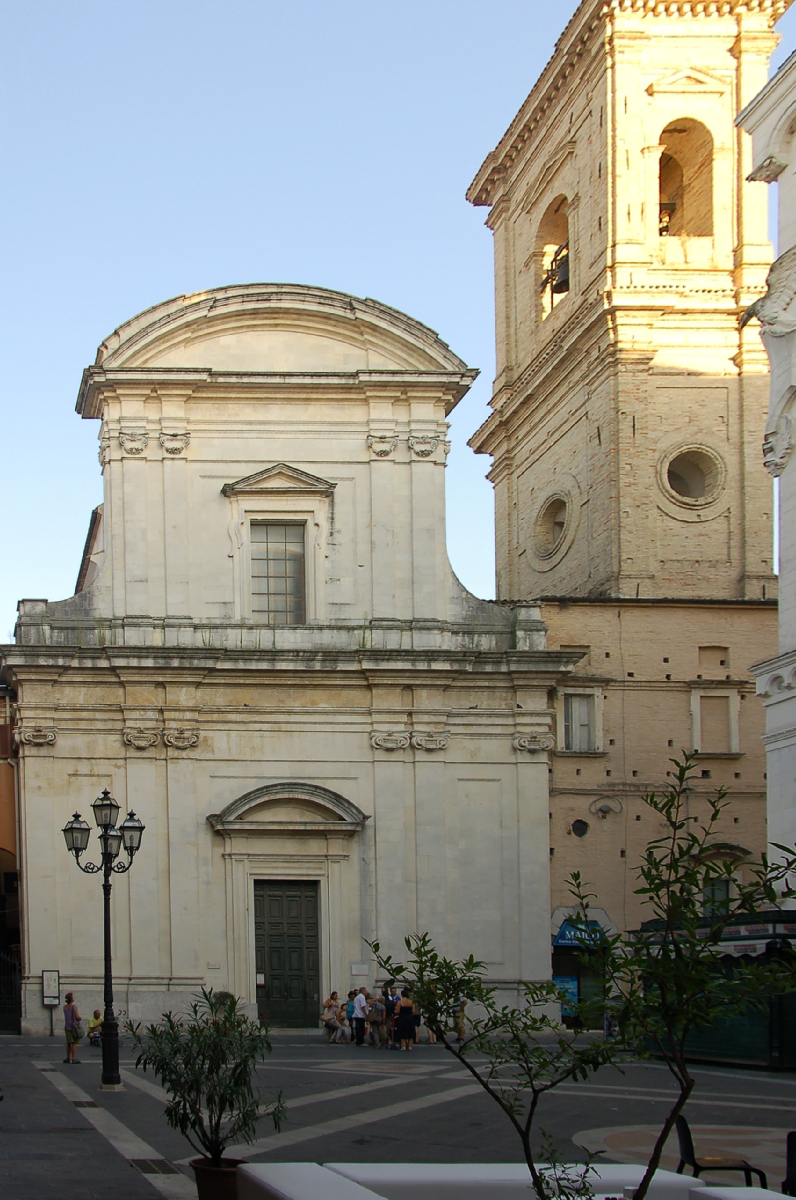
San Domenico al Corso

L'attuale chiesa lungo il Corso Marrucino, affacciata su Piazzale Giambattista Vico, è stata rinominata dopo la demolizione dell'originario convento dei domenicani dove oggi sta il Palazzo della Provincia (1913-14). La chiesa in questione era quella di Sant'Anna degli Scolopi, e risale al XII secolo, ma fu rimaneggiata nel XVII secolo quando divenne Collegio delle Scuole Pie per l'educazionedei giovani. Notevole è la facciata in pietra su due ordini, vicina ai caratteri del barocco romano, realizzata nel 1642 per volere di padre Angelo. Al fianco il campanile in laterizio è dello stesso stile, a pianta rettangolare. L'interno ha subito rifacimenti in linea con le tendenza dell'epoca barocca. La pianta ad aula unica con cappelle laterali, presenta ricche decorazioni architettoniche in stucco, accanto a opere originarie o provenienti dalla precedente chiesa di San Domenico, ormai distrutta. All'epoca barocca appartengono un pulpito ligneo e delle pitture distribuite nelle nicchie; nella prima cappella a sinistra c'è un quadro di San Giuseppe Calasanzio, fondatore dell'ordine, opera di Giacinto Diano; nella seconda cappella c'è il dipinto della Madonna del Rosario eseguito da Domenico Antonio Vaccaro (forse del 1679). Sull'altare maggiore c'è una pala seicentesca della Madonna col Bambino, Sant'Anna con Sant'Antonio di Padova e San Francesco da Paola.
L'ex convento è stato riconvertito nel Convitto Nazionale, o liceo classico, e in un'aula destinata al Museo Diocesano Teatino, con opere d'arte provenienti dalle chiese della città e della provincia.

### Chiesa di Sant'Agostino

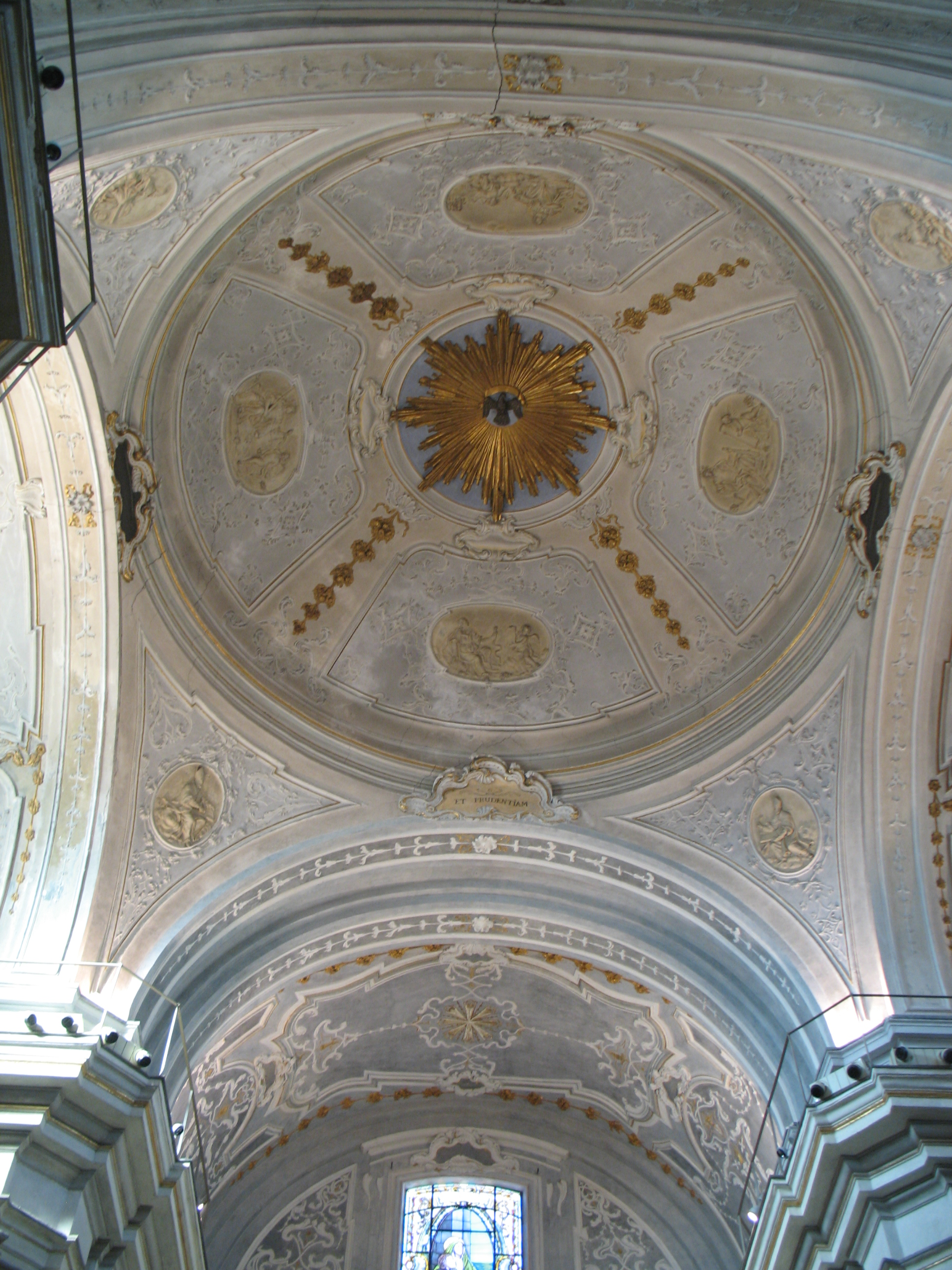
Cupola interna di Sant'Agostino

La chiesa è nel rione Trivigliano o di Santa Maria, lungo via degli Agostiniani, è a navata unica con pianta a croce latina, con annesso ex convento degli Agostiniani, fu eretta nel 1316. Lo storico Girolamo Nicolino parla di un'iscrizione su pietra a lato del portale d'ingresso, oggi però scomparsa. Della struttura originaria resta la facciata orientale in laterizio, scandita in tre campate per mezzo di lesene culminante in una cornice e archetti, sulla quale si aprono finestre ogivali. Nel 1562 un incendio distrusse la chiesa, lasciando in piedi solo la facciata, ragion per cui fu ricostruita in forme seicentesche; gli Agostiniani ottennero da Papa Pio IV un'indulgenza per i popolani che avrebbero aiutato nella ricostruzione dell'edificio. Nel Settecento gli interni furono stuccati da Girolamo Rizza (1718-47) sul modello gesuitico adottato nelle chiese francescane di Atri (TE), Città Sant'Angelo (PE) e L'Aquila. L'interno presenta una grande navata coperta da due volte a vela mediante passaggi a botte, alla quale sono addossate due sole cappelle laterali per parte. L'aula è unita allo spazio della cupola da piloni smussati, la facciata fu completata nel 1751 per opera della Confraternita della Cintura, come rivela lo stemma sul portale. La confraternita collaborò con gli Agostiniani fino alla loro estromissione nel 1810, e poi nel 1866 con la soppressione degli ordini.
Il convento fu adibito a caserma fino al 1945 e poi usato per eventi vari. Il chiostro è una delle poche strutture medievali conservatesi perfettamente, definito dallo storico Verlengia il più antico chiostro medievale di Chieti sopravvissuto. Ha forma quadrata con loggia a terra e archi acuti retti da pilastri esagonali e loggetta superiore con archi a tutto sesto.
Gli stucchi e gli altorilievi della chiesa rappresentano scene della vita di Sant'Agostino e di altri santi agostiniani, come Santa Rita, Santa Monica e San Giovanni Buono. Del Settecento è una tela raffigurante la Trasverberazione di Sant'Agostino, presso l'abside, opera napoletana. Sugli altari laterali ci sono cappelline con dipinti a tela del XVIII secolo. Il primo altare mostra il dipinto di San Michele contro il diavolo, il secondo mostra il transito di San Giuseppe tra Maria e Gesù (di Luca Giordano), sull'altare di sinistra si trova una tela di Donato Teodoro raffigurante la "Madonna della Cintura".

### Chiesa della Santissima Trinità
La chiesa è al termine del corso Marrucino, nel Piazzale Trento e Trieste, di impianto tardo cinquecentesco, con pregevoli decorazioni barocche, nasce sulle strutture dell'antico Ospedale dei Pellegrini. Ha facciata in laterizio con portalino lapideo del 1602, è a navata unica con altari laterali racchiusi in arcate. Da notare la seconda cappella a destra, partendo dall'ingresso, dedicata a Sant'Emidio, il santo protettore dei terremoti, con la tela di Enrico Marchiani dell'800. Nel presbiterio d'è la pala dell'altare maggiore raffigurante l' "Incoronazione della Vergine con la Trinità", dell'artista Donato Teodoro; il pulpito e i confessionali sono stati intagliati dall'orsognese Fabrizio De Fabritiis nel 1770. Vi era un gruppo scultoreo molto prezioso, oggi conservato nel Museo Diocesano, rimasto per molto tempo presso la facciata della chiesa. Si tratta di una statua della Madonna della metà XIV secolo, della scuola umbro-abruzzese, raffigurata nel tipico atteggiamento della "vergine Regina", dal particolare del capo che si erge con dignità regale e sul quale doveva esserci una corona, oggi dispersa. Il panneggio si arricchisce di plasticità e cura del particolare.

### Chiesa di Santa Maria della Civitella (o "in Civitellis")
La chiesa è considerata un compendio di varie stratificazioni architettoniche nel corso dei secoli, dalla sua fondazione medievale. Venne eretta sopra un tempio pagano, presso il punto più alto della cittadella (l'area archeologica della Civitella), poco prima del 1295. La fondazione era dei Benedettini della branca dei Celestini, voluta dai seguaci di Pietro da Morrone specialmente dal beato Roberto da Salle. L'elemento materiale più antico della chiesa è il portale gotico trecentesco costruito da Nicola Mancino, che lavorò anche a quello della Cattedrale di San Tommaso Apostolo a Ortona (1287 ca.), interessante la scultura fi re, forse Carlo II d'Angiò. A partire dal 1677 per volontà dell'abate Girolamo Lasena, la chiesa subì drastici interventi di rinnovamento, che si protrassero per un decennio. Inoltre con la soppressione  papale dell'ordine celestino, la chiesa con monastero passò ai Carmelitani,  ragion per cui è nota anche come chiesa di Santa Maria del Carmine.
Tuttavia non fu alterata nell'impianto iconografico della parte bassa della facciata col portale, e della struttura, che venne conservato fedele ai dettami trecenteschi, con l'aula unica ad andamento longitudinale, coperta da volta a botte lunettata. L'architetto che riprogettò la chiesa barocca riuscì a rinnovare l'edificio, movimentando con un gioco di pieni e di vuoti le pareti laterali, scavate e ritmate da nicchie e paraste.
All'interno delle nicchie vennero posti altari laterali divisi da coppie di paraste. Si tratta di altari ricchi nello stile, tipicamente barocchi, con pale ovali; tra questi si differenziano i due altari presso il presbiterio, con volte riccamente decorate. L'abside è rettangolare, coperta da calotta a pennacchi sferici. Sugli angoli ci sono quattro statue in stucco raffiguranti i Profeti. Sul fondo dell'abside è rappresentata in stucco l'immagine della Vergine Maria che ascende al cielo, e sulla volta la caduta di Lucifero.
Assai interessante è il portale del Mancino, con due ordini coronati a timpano mistilineo, ripartito da quattro lesene che inquadrano la figura. Vi spicca una testa di sovrano, forse Carlo II d'Angiò.
L'ex convento, occupato dai francesi nel 1799, poi nel 1807 e infine chiuso dai piemontesi, fu usato come scuola e colonia sportiva per esercitazioni sul piazzale dell'anfiteatro. Ospitò anche il liceo scientifico di Chieti, negli anni 20 fu costruito l'edificio nuovo. Attualmente il convento è gestito dalle suore Orsoline. Conserva l'impianto quadrato con un lato rivolto sul piazzale dell'anfiteatro e l'altro su via Nicoletto Vernia. Ha un chiostro quadrato porticato, che era dotato di giardino.

### Chiesa di Sant'Antonio abate
Si trova lungo via Arniense, risalente al XIII secolo, completamente ristrutturata tra il Settecento e l'Ottocento. La facciata neoclassica mostra di rilevante soltanto il portale gotico del 1375, opera di Angelo Di Pietro: esso presenta strombature, poggiando su due colonne tortili che sostengono una ghimberga, la quale inquadra la lunetta affrescata nel Cinquecento, con il ritratto della Madonna col Bambino. Sopra le colonne due leoni accovacciati controllano l'ingresso. L'architrave neoclassica è molto semplice e schematizzata.
L'interno barocco è a navata unica, scandito da colonne coronate da capitelli corinzi dorati, le quali inquadrano delle nicchie con statue. Il pulpito ligneo si trova a destra, presso il presbiterio c'è una falsa cupola che poggia su pennacchi, e la volta dell'altare è ornata da ricami a stucco geometrici. Le statue sono recenti, così come le tele sono del primo Novecento, raffiguranti il Sacro Cuore e la Madonna col Bambino tra santi.
L'organo si trova sopra una cantoria che sovrasta l'ingresso, addossata alla controfacciata.
Molto prezioso è appunto quest'organo, realizzato nel 1892 da Pacifico Inzoli, come testimonia il cartiglio posto all'interno della secreta del somiere maestro. Lo strumento è posto sopra la porta d'ingresso, in una cantoria in muratura sorretta da colonne, con parapetto rettilineo caratterizzato da specchiature decorate da festoni a stucco. La cassa è in legno di color marrone con profilo piatto a unica campata, ed è sormontata da un piccolo cartiglio bianco. Le 21 canne di facciata sono di stagno, tinte in argento, distribuite in unica campata a formare tre cuspidi. I medaglioni sono mistilinei, di semplice fattura, con capostasti integrati. La pedaliera cromatica è piatta, costituita da 18 pedali a estensione reale. Il somiere maestro è in noce, a tiro chiuso da due ante, e contiene all'interno 54 ventilabri a cuneo, con guide frontali e chiusura sul tirante con borsino di pelle, 12 stecche.

### Chiesa di San Giovanni dei Cappuccini
La chiesa si trova alla fine di via Sette Dolori, risalente al Medioevo, in qualità di Convento dei Cappuccini, ristrutturato nel Settecento e intitolato a San Giovanni Battista dopo la demolizione della vecchia chiesa di San Giovanni dei Cavalieri nel rione omonimo. L'attuale facciata è il risultato degli interventi di restauro del 1941, in essa si nota di interesse solo il piccolo portale in pietra medievale, inquadrato in una cornice barocca, e sormontato da un finestrone centrale. L'interno ha navata unica, con volta a botte lunettata, e quattro cappelle laterali tra loro comunicanti, poste sul lato sinistro. L'abside è rettangolare, completamente occupata dall'altare maggiore. Tale altare è stato realizzato in noce con particolari in ebano e altri legni preziosi, costituendo il capolavoro dei Frati Marangoni. L'altare è caratterizzato da finezza esecutiva, con colonne e intarsi. La cimasa racchiude l'immagine di Dio benedicente; alla base delle colonne due piccoli tempietti ornati ripropongono in miniatura il disegno dell'insieme, mentre le porta laterali che immettono nel coro sono sovrastate da due grate lignee, caratterizzate da intreccio raffinato.
Il ciborio di fine fattura è a forma di tempio a più piani, con piccola cupola su cui svetta Dio Padre. La pala di vaste proporzioni è di scuola veneta, di fine Cinquecento, raffigurante l' "Incoronazione della Vergine in trionfo": la Madonna è ritratta con Gesù Bambino, con sotto San Giovanni, San Francesco, Sant'Antonio di Padova, Santa Chiara, Maria Maddalena e Santa Caterina. Alla base, dietro il ciborio c'è lo stemma dei Valignani. Presso le cappelle gli altari sono stati eseguiti dai Frati Marangoni; nella prima cappella c'è la "Deposizione" con San Tommaso, San Giustino, San Bonaventura e San Francesco. Nella terza cappella l'altare mostra Cristo risorto tra la Vergine, San Francesco e San Felice. Vi si trova anche il sepolcro del duca Michele Bassi Valignani d'Alanno, realizzato nel 1844. La quarta cappella mostra la gloria di San Felice con riquadri che mostrano i suoi miracoli.

### Complesso monastico di Santa Chiara d'Assisi

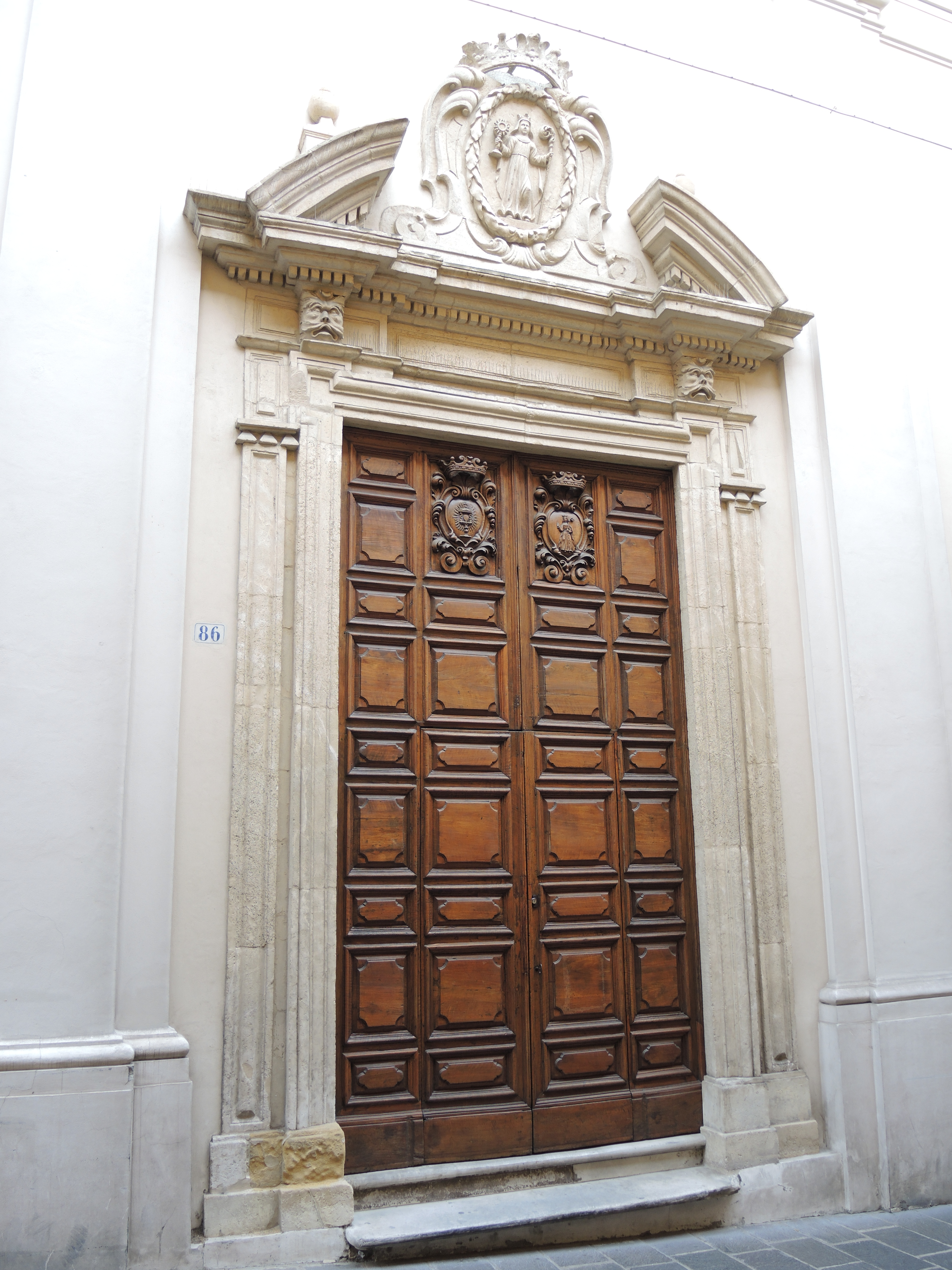
Portale di Santa Chiara d'Assisi

La chiesa fu edificata nel 1644 sopra l'antico convento delle Clarisse (XIII secolo) fuori le mura, quando le monache vennero trasferite nel quartiere Terranova o Piano Sant'Angelo, oggi delimitato da via Arniense. Nel 1557 le suore furono costrette a cedere il monastero ai frati Cappuccini, ottenendo in cambio un sito in località Santo Spirito per poter ricostruire la chiesa. L'intento delle suore era quello di realizzare un edificio molto più imponente, tanto che per quanto si riuscì a realizzare, il nuovo monastero delle Clarisse fu uno dei più importanti d'Abruzzo. I lavori strutturali durarono circa un secolo, anche se nel 1720 parte della chiesa era compiuta, come testimonia l'iscrizione di consacrazione presso il portale. La chiesa presenta la struttura conventuale abruzzese tipica del periodo a cavallo tra Seicento e Settecento. Un'aula unica con copertura a botte e due cappelle per lato sbocca in un transetto più grande, una piccola cupola ovale sovrasta il presbiterio. I lavori di decorazione, consistenti negli stucchi, si volsero tra il 1680 e il 1790, e manifestano una matrice prevalentemente barocca, seppure è possibile rintracciare elementi di gusto tardo settecentesco. Infatti è utile distinguere due modi decorativi corrispondenti a due fasi diverse: quello plastico scultore degli altari laterali e quello tardo barocco di festoni e ghirlande. Gli autori sono di scuola lombarda, tra cui Carlo Piazzola e Alessandro Terzani.

### Chiesa di Mater Domini

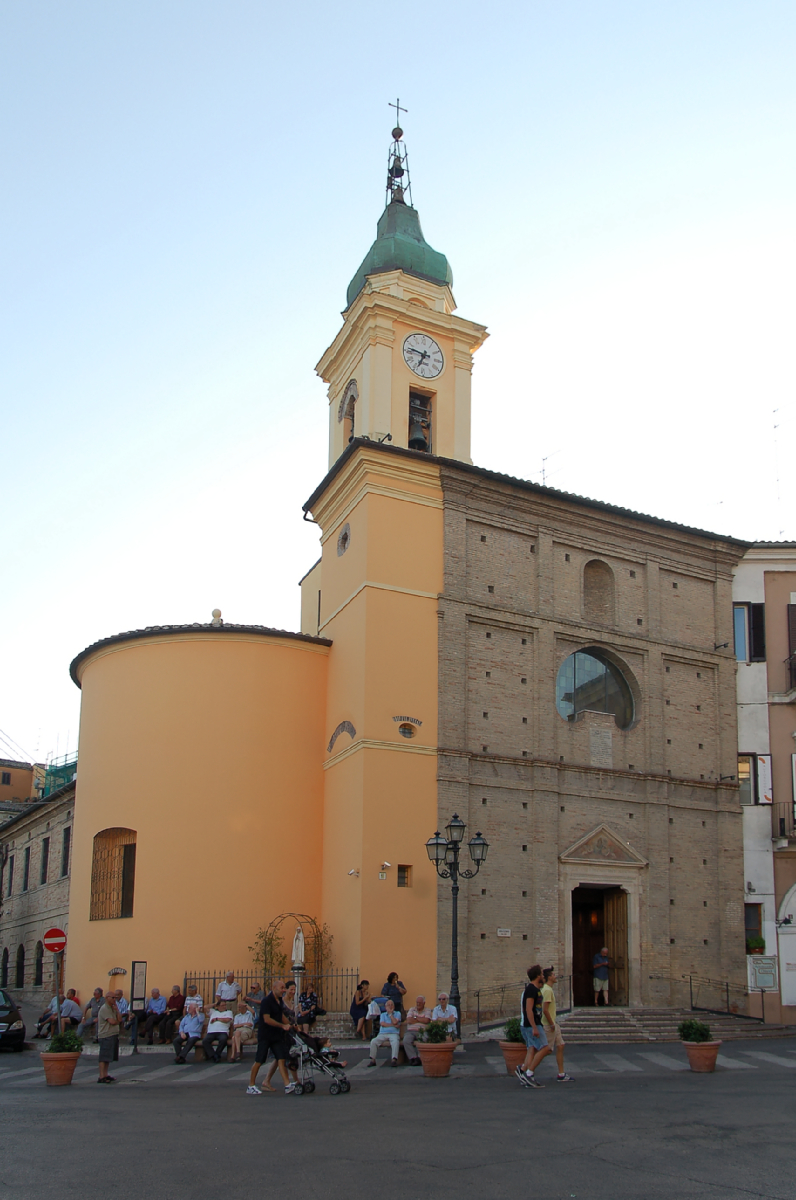
Chiesa della Santissima Trinità

Sorge lungo la strada omonima, accessibile anche da via Principessa di Piemonte. La chiesa originaria risale al XVIII secolo, secondo alcuni sarebbe addirittura longobarda, ma venne rifatta durante il tardo Medioevo, ed era molto più piccola rispetto all'attuale, e sorgeva presso l'accesso di Porta Monacisca. Pare infatti che la chiesa originaria longobarda fosse dedicata a Santa Tecla, in seguito prese l'0attuale intitolazione in merito di un prezioso bassorilievo della Madonna col Bambino, in stile bizantino (XII secolo), chiamato "Mater Domini". Il bassorilievo si trovava appeso a porta Monacisca, poi per un fatto miracoloso, venne traslato dentro la chiesa.
La chiesa venne danneggiata durante la guerra mondiale, e fu ricostruita daccapo nel 1959, accanto all'ex monastero settecentesco dei Cappuccini, ancora intatto. Esternamente la chiesa non presenta particolari attrattive artistiche, senonché rispetta la pianta classica delle chiese antiche. L'interno a navata unica è arricchito da alcuni paramenti ricavati dalla vecchia chiesa. V'è il bassorilievo trecentesco della Mater Domini, a destra, che riecheggia i caratteri statici della scultura bizantina. La lastra lapidea era incassata nelle mura, e successivamente con la loro demolizione fu traslata nella vecchia chiesa di Santa Tecla, poi di "Materdomini". Lo storico Girolamo Nicolino racconta che la lapide stava su Porta San Giovanni. Il culto di Tecla presso i Longobardi testimonia che la chiesa doveva essere molto antica tra gli edifici religiosi medievali della città.
Successivamente la chiesa conserva una statua lignea cinquecentesca raffigurante la Madonna, situata presso l'altare maggiore, opera di Gianfranco Gagliardelli, oppure secondo altri di Pietro Aquilano. La statua si trovava nell'ex chiesa di Sant'Andrea, e trasferita a Materdomini quando il monastero divenne Ospedale Militare. Vi è in seguito un Crocifisso, riproduzione di Sergio Salucci del Crocifisso di Furelos lungo il Cammino di Santiago di Compostela.

### Chiesa di Sant'Agata dei Goti

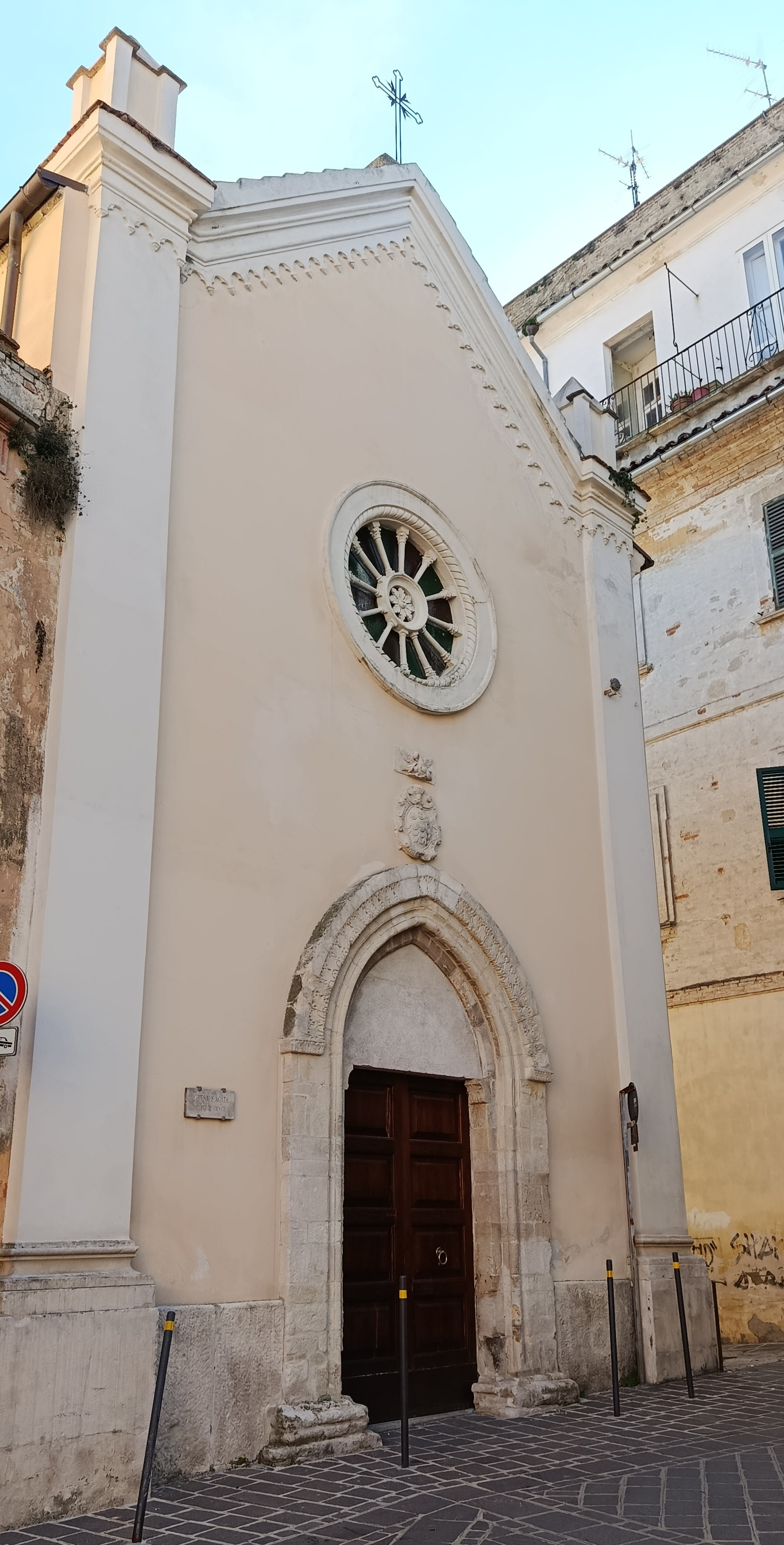
Facciata di Sant'Agata

La chiesa è una delle chiese più antiche di Chieti, situata nel cuore del quartiere Santa Maria (Largo Sant'Agata), costruita nel V secolo durante il governo dei Goti a Chieti, e ampliata in un monastero nel XII secolo, successivamente soppresso, di cui una parte è stata trasformata nel Palazzo De Pasquale e nell'ex orfanotrofio Santissimo Rosario. Sulla facciata, con profilo gotico a capanna inquadrata da due paraste cuspidate, si apre un portale medievale in pietra a forma ogivale con lunetta e soprastante medaglione. Più in alto si trova un rosone in pietra tinteggiato; la chiesa ha un impianto rettangolare a navata unica con loggia per la cantoria e altari laterali. La volta è a botte lunettata. La decorazione è in paraste con capitelli corinzi che sorreggono una doppia cornice con dentellatura, e inquadrano due altari laterali per ciascuna parete. L'altare maggiore in laterizio e stucchi ha un'edicola tra capitelli corinzi, e mostra una pala raffigurante il Martirio di Sant'Agata (1726), di Donato Teodoro.
Gli altri altari sono compresi tra paraste e il sovrastante arco che si sovrappone alla cornice anteriore, e mostrano colonne e timpano spezzato con medaglioni.

### Chiesa di San Francesco di Paola
La chiesa si trova appena fuori dall'originale perimetro murario, in una zona che prima degli anni '60 era solo campagna. Pare che esistesse sin dal Medioevo, era una cappella dedicata a Santa Maria "de Contra", ossia in contrada fuori le mura, successivamente fu ampliata quando andò in gestione ai Padri Paolotti. La chiesa attuale risale al XVIII secolo, con ingresso su via Discesa delle Carceri, mentre il fianco settentrionale è ancora addossato ai fabbricati delle antiche strutture conventuali sconsacrate. Nel XIX secolo il monastero fu soppresso e adibito a carcere penale. I paramenti murari esterni sono realizzati in laterizio, parzialmente intonacati, come la facciata caratterizzata da un semplice portale centrale in pietra, con fastigio e "crismon", soprastante finestra rettangolare e orologio. Lesene d'angolo e cornice in pietra sostengono il timpano triangolare superiore. La chiesa ha un impianto longitudinale a navata unica con altari laterali e ingressi in vari locali di servizio, situati su due lati della costruzione.
La navata unica è coperta con volta a botte a tutto sesto lunettata, con arconi trasversali. La copertura è realizzata con tetto a capanna con manto in coppi, su cui si erge un piccolo campanile a vela. La decorazione in stucco è ovviamente barocca, costituita da un ordine di paraste corinzie che dividono le cappelle, su cui si imposta una trabeazione modanata. Presso la sagrestia si trova un ricco fregio romanico con motivi vegetali provenienti probabilmente dalla vecchia chiesa.

## Chiese secondarie
L'elenco comprende sia le chiese situate nel centro storico sia nelle zone limitrofe di espansione, come nei quartieri nuovi del Borgo Marfisi, del Filippone, di Santa Maria Calvona, del Sacro Cuore e del Tricalle.

### Chiesa di San Raffaele

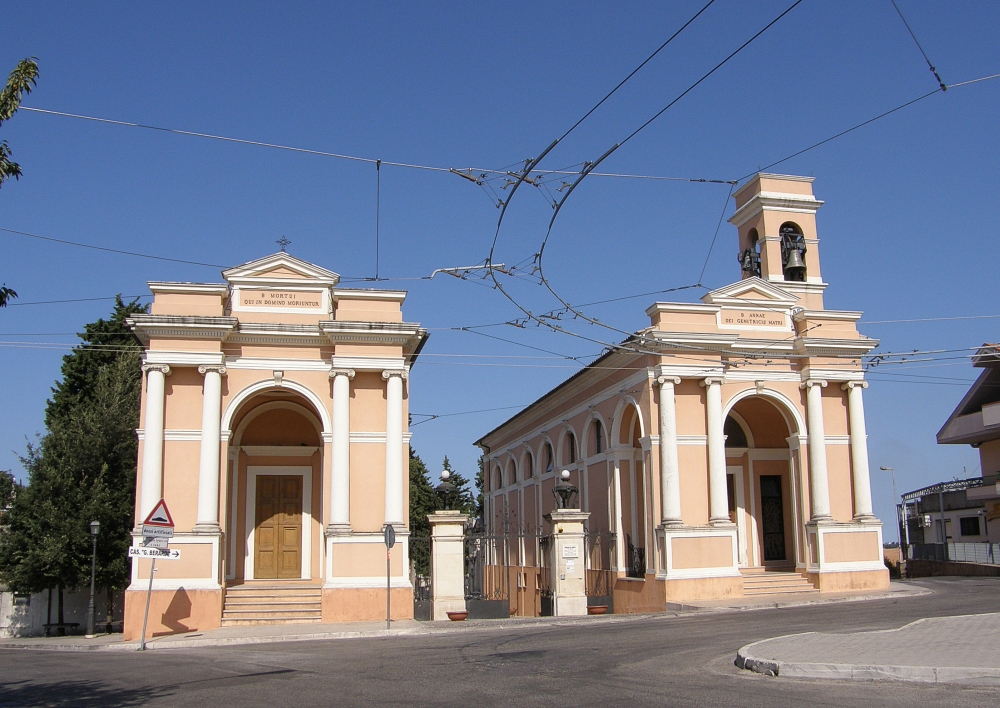
Chiesa di Sant'Anna presso il cimitero

Lungo via Agostiniani, faceva parte di un complesso conventuale oggi trasformato in convitto musicale. La piccola chiesa fu eretta nel 1625 con il titolo di "Santa Maria della Pietà". Sulla facciata si fa subito notare l'originale portale in pietra, recentemente restaurato, grazie al contributo della Cassa di Risparmio della Provincia di Chieti. Esso mostra nelle estremità laterali due originali mascheroni. L'interno si presenta assai rimaneggiato nell'800, e conserva una pregevole statua vestita raffigurante la Madonna con in grembo il Cristo deposto, e la pala d'altare di scuola napoletana del Settecento, raffigurante la Deposizione. L'insieme decorativo di stucchi è risalente invece all'epoca del tardo barocco napoletano.

### Chiesa di San Gaetano Thiene
Fu edificata tra il 1656 e il primo '700 sopra la vecchia chiesa di santa Caterina d'Alessandria nel quartiere omonimo (lungo via Giacinto Vitocolonna), accanto a Colle San Paolo, da cui il nome del quartiere storico della città, vicino all'area dei tempietti romani.
San Gaetano Thiene venne proclamato compatrono di Chieti il 21 ottobre 1624 e a lui è dedicata la chiesa, il quale fondò l'Ordine dei Teatini, in ricordo dell'amicizia con Gian Pietro Carafa, vescovo di Chieti (nell'antica Roma nota come Theate) nel 1524. La chiesa fu consacrata nel 1709 dall'arcivescovo Vincenzo Capece, restaurata una prima volta nel 1937, e poi nel 2011 dopo il terremoto del 2009. Si tratta di uno dei pochi esempi di chiesa abruzzese a pianta a croce greca, poiché è stato rispettato l'antico impianto medievale: la facciata è semplice e intonacata, sul portale privo di cornice c'è lo stemma in pietra con l'arma cittadina, segno di patronato.
Un piccolo campanile a torretta ha una cuspide cipollinea, tipico esempio di barocco napoletano. L'interno dunque è a croce greca con cupola semisferica interamente affrescata. La balaustra della cantoria è in legno marmorizzato,l le decorazioni sono in stucco, lavorate da maestranze lombarde del XVII secolo, con statue allusive ad allegorie cristiane. C'è un busto ligneo di San Gaetano realizzato a spese dei fedeli per la consacrazione della chiesa, la cupola è affrescata da Giuseppe Lamberti da Ferrara, e celebra la "Gloria di San Gaetano". Sul cornicione ci sono vari stemmi relativi alle famiglie committenti dei baroni Frigerj e Durini. La cappella dedicata a San Gennaro e San Giustino fu eretta a spese dei Frigerj, con una pala firmata dal Lamberti nel 1703. Ai piedi di San Gennaro si ammira un interessante panorama settecentesco di Napoli, sull'altare maggiore c'è una pala seicentesca raffigurante San Gaetano ai piedi della Madonna, di autore ignoto, con veduta di fondo dei quartieri storici di Chieti.
La cappella dedicata a San Girolamo è incompleta nella decorazione scultorea, ornata da una tela ritraente il santo e un palazzo seicentesco con uno stemma, quello della casa Durini.

### Chiesa del Sacro Cuore di Gesù

Chiesa del Sacro Cuore

La chiesa è stata realizzata fuori dalla città, lungo la strada per il borghetto Sant'Anna (via Alessandro Valignani) sul finire dell'800 da Padre G. Obletter per trovare un luogo ai Frati Osservanti Antoniani i quali erano rimasti sprovvisti di sede dal momento della soppressione del convento di Sant'Andrea (oggi ex ospedale militare); e successivamente fu ampliata negli anni '20, come nuova parrocchia fuori le mura. Prima dei rifacimenti del Ventennio la chiesa non aveva un precisato stile architettonico, e oscillava tra il neoclassico e il tardo settecentesco rurale. Conserva uno stile eclettico che concilia neoclassicismo e modernismo. La pianta è rettangolare, con facciata scandita da cornicioni e paraste, che inquadrano il portale in stile tardo romanico, a tutto sesto, con lunetta ornata da un gruppo scultoreo di Cristo tra santi. Nel lato centrale della facciata si trova un finestrone tripartito da due colonne. L'interno a tre navate pseudo-neoclassiche con capitelli corinzi in cima alle paraste di divisione, è semplicemente decorato da pannelli in stucco presso il soffitto rettangolare, e lungo i bracci del transetto. L'abside è rettangolare, piatto, con un quadro monumentale che raffigura Cristo risorto.

### Antica chiesa dei SS. Pietro e Paolo (Tempio dei Dioscuri)
Chiesa dei Santissimi Pietro e Paolo
L'area dei Tempietti sorge presso l'ex Largo Marco Vezio Marcello, così nominato per il patrizio romano che grazie alla moglie nel I secolo d.C. restaurò i templi che erano stati eretti in loco nel I secolo a.C., quando il fulcro dell'antica arx italica della Civitella fu spostato più a valle. Le famiglie patrizie, eredi delle famiglie romane che avevano fatto grande l'antica Teate, conservavano le loro tradizioni pagane anche nei primi anni del declino dell'Impero, trascorrendo la giornata negli affari, nelle terme che si trovavano ad est della città, nelle assemblee della Curia del senato, alle funzioni nei templi, officiando i riti religiosi nel luogo sacro centrale, e presso il Tempio dei Dioscuri posto all'ingresso del Colle Gallo. I Cristiani stabilirono due aule di culto nella città, una presso l'abitazione del liberto gallo "Segovax", per questo volgarizzato nei documenti anche "San Gallo", appena fuori dall'anfiteatro, sulla strada parallela al diverticolo urbano consolare della Cludia Tiburtina Valeria, Segovax ha riservato un'ampia sala al pianterreno della sua "insula", decorandola con raffigurazioni e affreschi dedicati a Cristo e agli Apostoli, ancora oggi visibili all'interno del Tempio dei Dioscuri, il quale fu consacrato ai Santissimi Pietro e Paolo Apostoli. Gli affreschi sono ancora oggi visibili, e testimoniano un caso molto raro della pittura parietale cristiana abruzzese, d'ispirazione bizantina.
La seconda aula di culto cristiana si trova presso la villa fuori dalle mura della patrizia Licinia Lucrezia, della gens Albinia, arrivata a Teate prima dell'assedio barbato del VI secolo d.C. Il tempio sul Colle Gallo dei Dioscuri conserva presso il fregio dell'architrave ancora l'iscrizione di Marco Vezio Marcello console, il quale lo restaurò, la sua conformazione architettonica è molto simile al tempio dei Castori di Roma; risalirebbe al 484 a.C. in opus mixtum e laterizio, e opus reticulatum, stuccato opportunamente, e decorato tra il 67 e il 90 d.C. Sopraelevato su alto podio e accessibile da una scalinata frontale, con la facciata rivolta verso la vallata dell'Aterno, visuale ostruita da varie case, tra le ultime l'orripilante Palazzo Verlengia, il retro del tempio è addossato a un muro di recinzione; è privo di colonnato e solo anteriormente presenta 6 enormi colonne di marmo cipollino, giunte dall'isola di Eubea.
Largo circa 25 cubiti, e lungo oltre 35, poggia su terreno misto di argilla e sabbioni di arenaria, attorno a una serie di domus patrizie, che avevano sfarzosi pavimenti musivi. Una di queste case era quella del pontifex teatino Lucio Cornelio Pio.

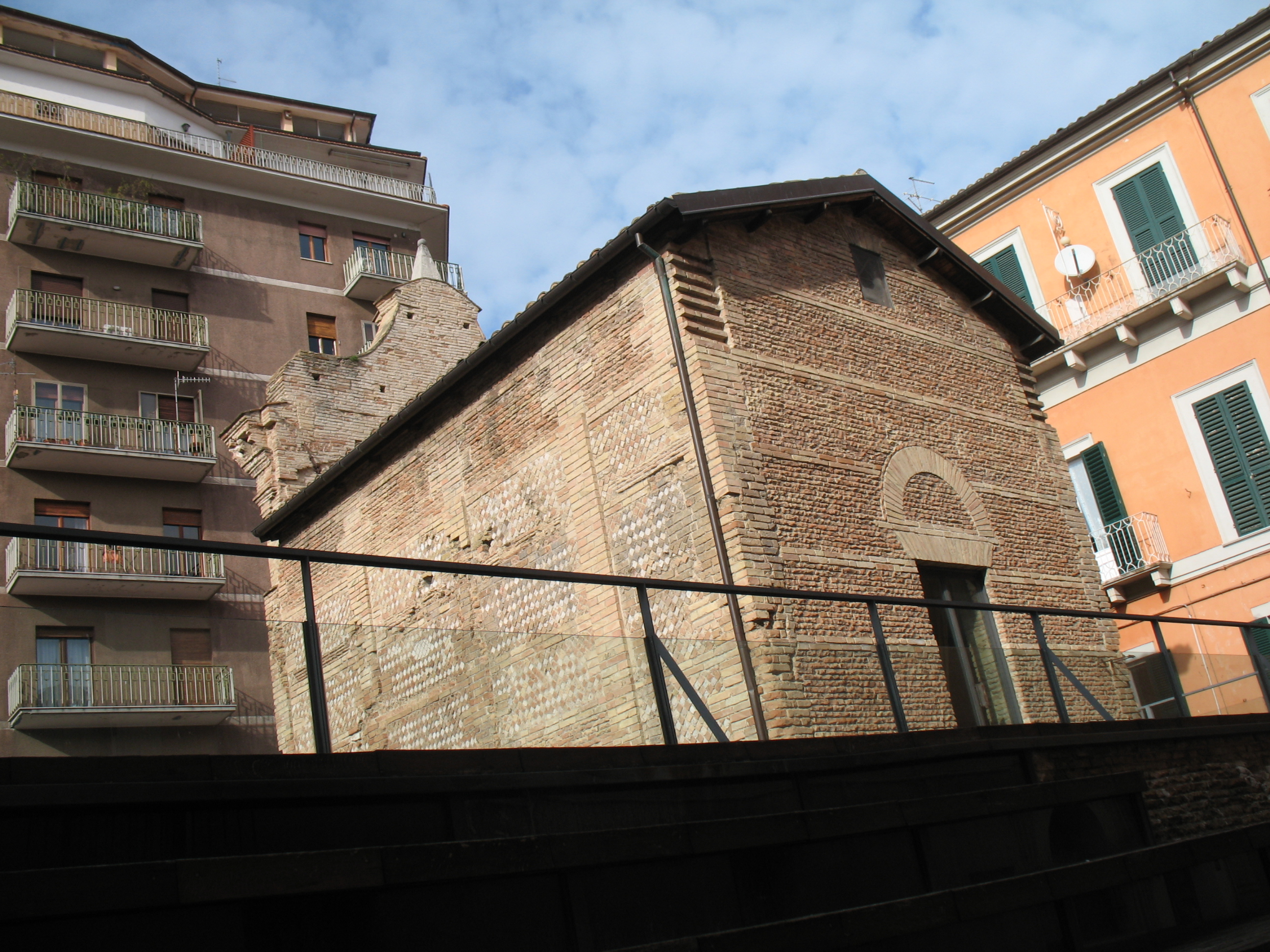
Retro del Tempio dei Discuri, sullo sfondo la mole del Palazzo Verlengia

Nel V secolo la situazione dei templi era alquanto grave, solo il vescovo cristiano Donato era in possesso di una somma di denaro, quando avvenne il sacco di Roma da parte di Alarico I, il vescovo trattò con i consoli Marcio e Livio l'acquisto del tempio e di altri monumenti pagani in stato di degrado per farli diventare delle chiese, iniziando proprio dal Tempio dei Dioscuri, che divenne di fatto la prima basilica cristiana di Chieti. Dopo Giustino da Siponto, il quale secondo la leggenda, fondò la diocesi Teatina (primo quarto del V secolo), Donato fu il secondo, caso particolare se si considera che nel 395 d.C., con l'editto di Teodosio, il culto pagano era proibito, ma a Teate la gente continuava ancora a praticare gli antichi riti, compresi i ludi gladiatori nell'anfiteatro. I consoli vendettero i beni al vescovo Donato, nell'area vennero realizzate le due chiese sopra i due templi, dedicate una a San Pietro e l'altra a San Paolo, quella che si è meglio conservata nei secoli, dato che nel XIX secolo quella di San Pietro risultava già inglobata nell'altra. Il terzo edificio venne consacrato a San Salvatore.

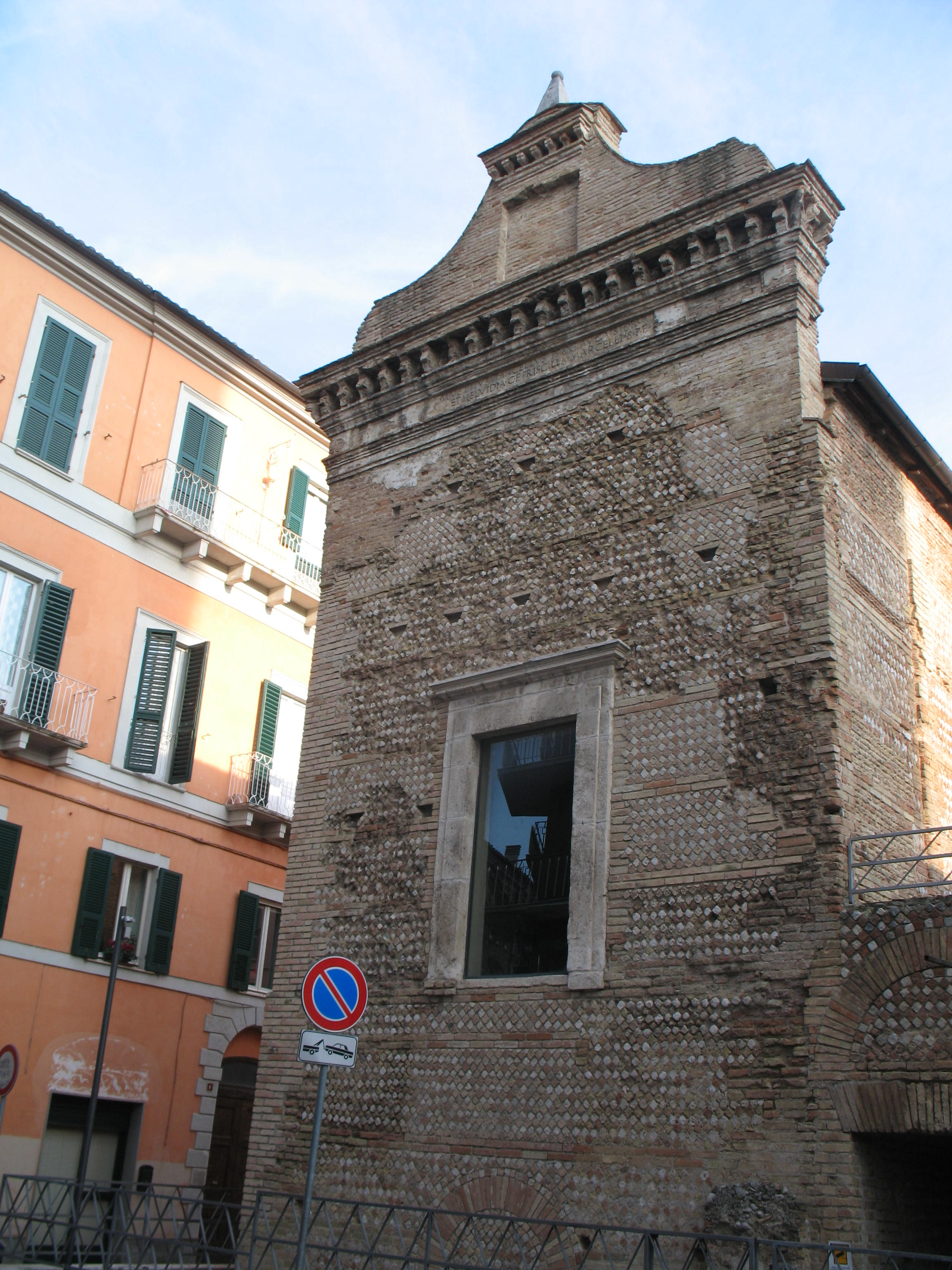
Il tempio maggiore dei Dioscuri

Il tempio fa parte di un complesso di quattro edifici situati nel rione San Paolo e nell'ex zona del "pallonetto", che comprendeva delle case storiche, demolite negli anni '30 per la realizzazione della Biblioteca "A. De Meis", dell'INAIL e del Palazzo delle Poste.
I tempietti furono edificati dopo il 91 a.C., quando l'antica Teate fu conquistata. Gli antichi templi erano dedicati ad Artemide, Potnia Theron ed Ercole. Successivamente un tempio fu dedicato a Ercole, nel restauro d'epoca giulio-claudia, e uno ai Dioscuri, ossia quello maggiore, il quale ne aveva uno a fianco gemello. I templi sono stati poi usati per la costruzione di case con la riedificazione medievale di Chieti, e il tempio maggiore divenne la chiesa dei Santi Pietro e Paolo, sconsacrata negli anni '20 e recuperata nell'aspetto dell'antica struttura romana, conservando però all'interno gli affreschi d'età bizantina.
Il tempio maggiore è costituito da pianta rettangolare rialzata in opus reticulatum, con un architrave a motivo curvilineo, e arcate murate. L'interno ha navata unica.

### Chiesa di Ognissanti  sede Confraternita delle Figlie di San Giuseppe
Si trova in via Ravizza, risalente al Medioevo, ricavata da edifici
romani, ma rifatta daccapo nel XIX secolo. La chiesa di Tutti i Santi ospitò dal 1887 al 1927 la Confraternita della Beata Vergine del Carmine, e dagli anni '60 è sede dell'Istituto Figlie di San Giuseppe, con edificio moderno accanto. Il tempio ha un aspetto ottocentesco con la facciata a salienti, inquadrata da quattro paraste, terminanti con una mezzana cornice marcapiano. Il secondo settore ha una finestra centrale a ventaglio, altre quattro paraste e un architrave che termina con timpano triangolare. L'interno è molto semplice, a navata unica, con un dipinto antico della Madonna del Carmine col Bambino, venerato dalla confraternita e dalle Figlie di San Giuseppe, che organizzano ogni anno (13-16 luglio) la festa della Vergine del Carmelo. Le pitture  sono di Francesco Paolo Marchiani, maestro di Michetti.

### Chiesa di Santa Maria Addolorata

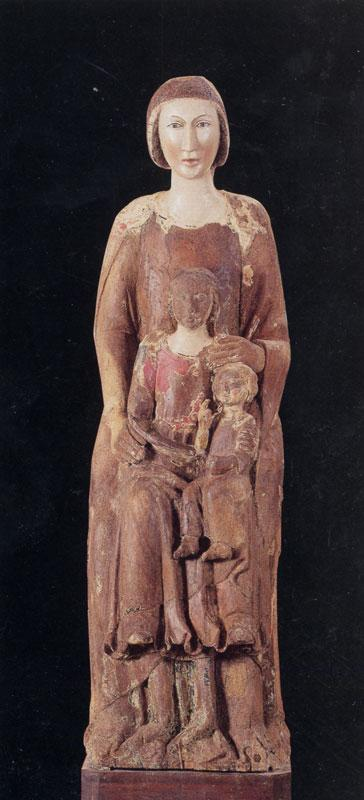
La scultura di "Sant'Anna metterza", oggi nel Museo Diocesano, e prima conservata nella chiesa di Sant'Anna

Si trova in via Sette Dolori e risale al XVIII secolo per quanto concerne l'aspetto attuale. Faceva parte di uno dei complessi monastici principali della città del rione Terranova - Porta Sant'Anna. Il convento fu successivamente soppresso e usato per vari scopi, mentre la chiesa negli anni '90 è stata chiusa per restauri, mai completati. La facciata è a capanna con portale decorato da architrave classica.

### Chiesa di Sant'Anna del Cimitero
La chiesa si trova all'ingresso del monumentale cimitero di Chieti, prima del XIX secolo situato in una zona campestre, successivamente urbanizzato nel Novecento. La chiesa forse esisteva già dal XIII secolo, essendo il culto di Sant'Anna molto antico a Chieti, e come dimostra anche una statua della "Sant'Anna Metterza", composta da Anna che sorregge la Vergine fanciulla che a sua volta tiene il Bambino. Tale statua per motivi di sicurezza è stata trasferita nel Museo Diocesano Teatino. Comunque sia, il complesso chiesastico è stato completamente rimodellato nel corso dell'Ottocento, assumendo una connotazione neoclassica, fungendo inoltre da pilastro principale, insieme a una seconda cappella identica laterale, per l'accesso primario al camposanto. La facciata è preceduta da un'edicola ad arco a tutto sesto, e nella zona laterale c'è un portico ad arcate. La facciata è inquadrata da una coppia di doppie paraste ioniche, ornata da una cornice marcapiano verso la sommità, che divide il piano dall'architrave a timpano triangolare. Sulla destra si innalza il campanile turrito con concerto di 4 campane a slancio e un orologio. Come detto, la cappella laterale sulla sinistra è identica per planimetria alla chiesa, ma senza il campanile.
L'interno è ad aula unica, molto semplice, scandito presso le pareti da paraste a capitello.

### Chiesa di San Francesco Caracciolo
Si trova nel quartiere moderno Tricalle, parrocchia principale della zona, affacciata su piazzale principale omonimo, accanto alla chiesetta ottagonale di Santa Maria dei Tricaglio. La chiesa è stata realizzata nel 1962 con l'unione di più corpi di fabbrica che mostrano le divisioni di spazio lungo i fianchi, fino a comporre la facciata a capanna, caratterizzata da aperture strette per permettere il passaggio della luce, e il semplice cemento. Il campanile ripropone lo stesso motivo dell'impianto, formato da più lastre cementizie rettangolari, che compongono un parallelepipedo.
L'interno è a navata unica con tre grandi vetrate policrome presso l'abside, ed è composto da cemento, marmi e mattoni faccia vista.

### Parrocchia di San Camillo de Lellis
Chiesa moderna degli anni '80, costruita nel quartiere Filippone, situata lungo la via omonima. La parrocchia ha un impianto rettangolare con curvature presso le estremità per conferire più slancio all'intero perimetro della facciata. Tali curvature si alternano a falsi pilastri in cemento che circondano tutto l'esterno, e che compongono anche il campanile.

### Chiesa di Santa Maria Calvona

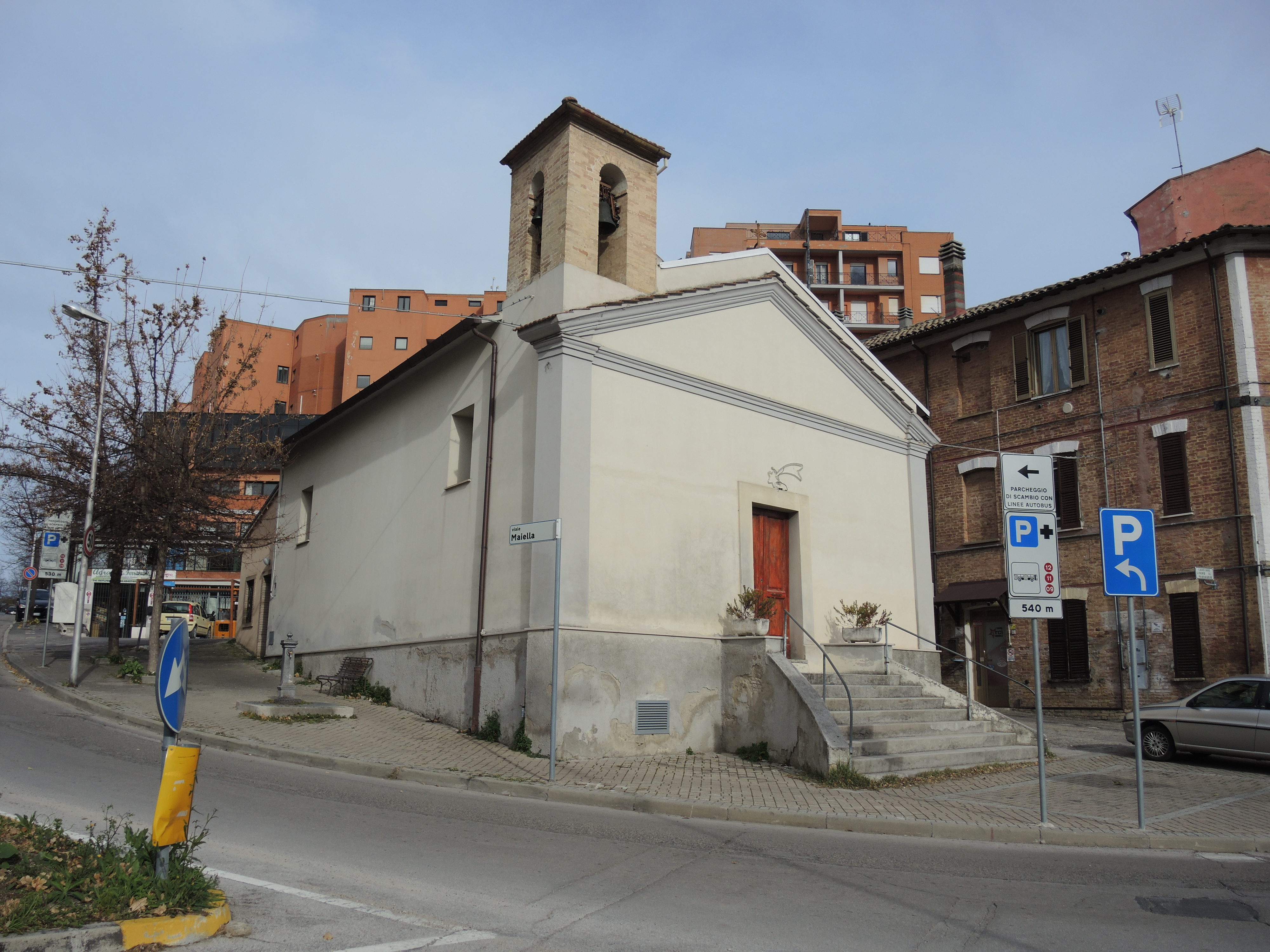
Chiesa di Santa Maria Calvona

La chiesa si trova in una zona di espansione moderna (viale Maiella, biforcazione con via Generale Spatocco), un tempo immersa nella periferia contadina della città. Il tempio fu eretto nel Settecento presso un'antica necropoli italica, dove sono stati fatti numerosi ritrovamenti negli anni '90, tra i quali il frontone di un tempio conservato nel Museo "La Civitella". La chiesa fu eretta ex voto, dato che la Madonna fece la grazia a una gentildonna veneta che supplicò la sua guarigione, venne ristrutturata corposamente nell'Ottocento in uno stile tardo barocco per l'interno, e neoclassico campestre per l'esterno: ha un aspetto molto semplice, a pianta rettangolare con facciata a capanna, e classico portale di ingresso. L'interno è stato completamente ristrutturato in stile neoclassico nella metà dell'Ottocento, e conserva poco dello stile barocco campestre. La chiesa è sede di una confraternita che partecipa ogni anno alla processione del Venerdì santo.

### Chiesa di Santa Maria di Tricalle

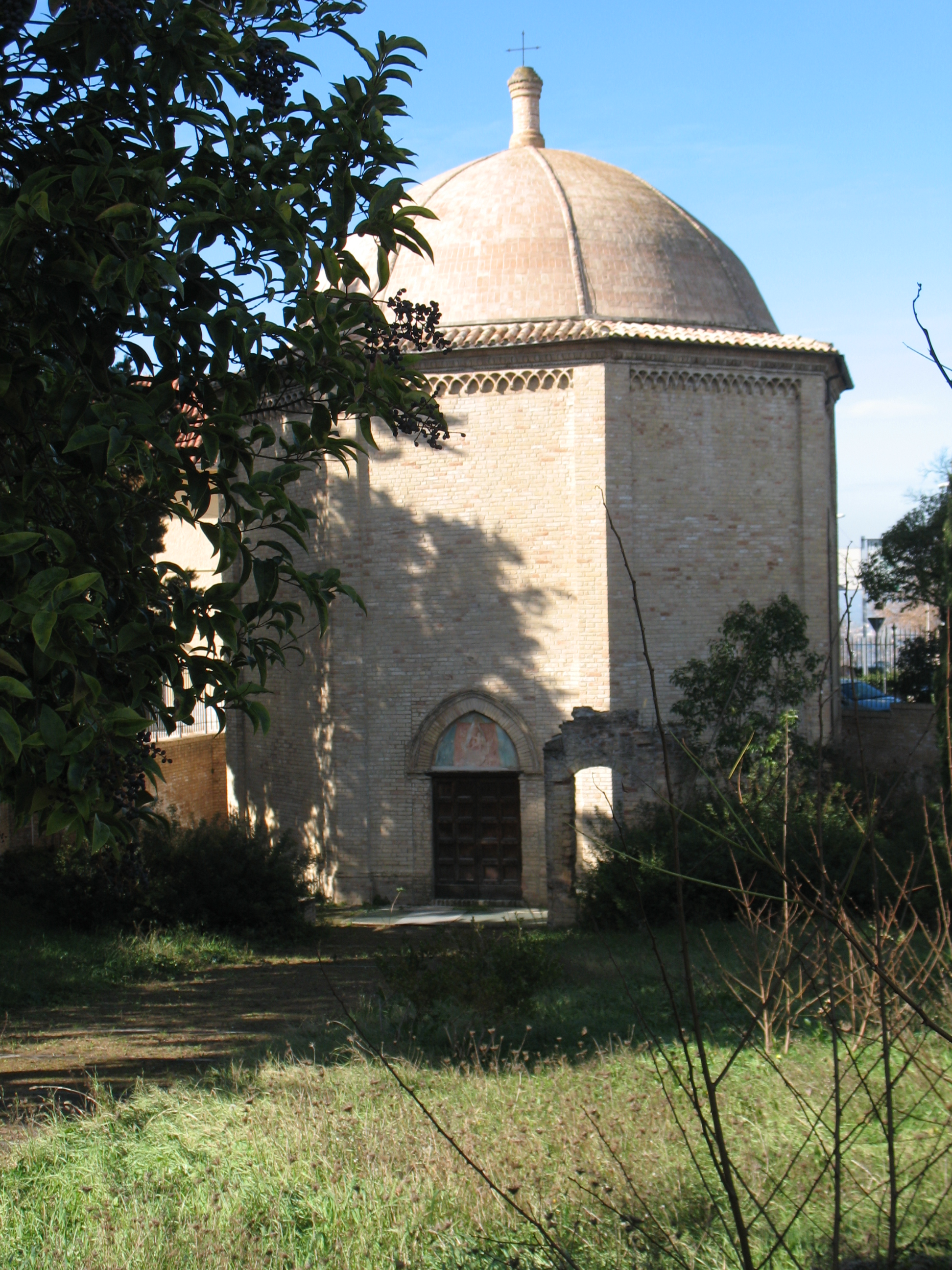
La chiesetta del Tricalle

Il tempietto è la più antica chiesa fuori dal centro di Chieti, situato in questo quartiere, davanti alla parrocchia di San Francesco Caracciolo. Deve il nome alla zona di tre colli, per cui in latino era detta "Sancta Maria a Tribus Callis", presso l'incrocio delle tre strade maestre. Risulta il prodotto dell'attenzione rivolta in Abruzzo ai templi a pianta centrale rinascimentale, come ad esempio anche il Duomo di San Flaviano di Giulianova. La costruzione originale risulta documentata nel 1317, sui resti di un tempio pagano dedicato a Diana "Trivia". Riedificata e trasformata nel XV secolo, e poi ancora in un corposo restauro del 1879, con l'aggiunta della cupola ovoidale, delle paraste angolari e della cornice ad archetti intrecciati, ovuli e palmetti. Fu usata come chiesa cimiteriale per i condannati a morte nel Settecento, e successivamente negli anni '60, con la sovrappopolazione del quartiere Tricalle, fu ingabbiata in un contesto urbano di palazzi moderni, perdendo la bellezza di chiesa di campagna, subentrando inoltre alla parrocchia della nuova chiesa di San Francesco Caracciolo, a pochi passi.
La chiesetta conserva la pianta ottagonale resti del porticato, il portale a sesto acuto gotico con lunetta decorata dall'affresco della Madonna col Bambino. L'interno è molto semplice, con delle nicchie incorniciate da arcate rinascimentali.

### Chiesa della SS. Annunziata dei Crociferi
Posta accanto alla piazzetta Zuccarini su via dei Crociferi, la chiesa era originalmente annessa all'ospedale dei Camilliani (da San Camillo de Lellis, l'ospedale fu poi spostato lungo il corso Marrucino, dietro la Camera di Commercio), e si presenta in forme barocche a navata unica con transetto coperto a cupolino, e due cappelle per lato; le decorazioni in stucco sono di Michele Clerici, artista di scuola lombarda attivo a Chieti nella metà del XVIII secolo. Le due cappelle del transetto conservano pale d'altare di Ludovico de Majo, artista napoletano della scuola del Solimena: quella di sinistra raffigura San Camillo de Lellis nella scena del Miracolo della Croce, l'altra è dedicata a San Giuseppe, specificatamente al transito in Paradiso. Il pulpito ligneo è della bottega di Onesto Salvini, maestro di Orsogna, notevole l'organo settecentesco con cassa intagliata e dorata.

### Chiesa della Madonna delle Grazie
La chiesa si trova nella zona moderna del Tricalle (via dei Marsi), in origine immersa in un contesto naturale incontaminato, usata come stazione di preghiera dai viandanti e dai pastori in transumanza.
Venne eretta nel 1624 da Monsignor Maesilio Peruzzi, costruita dall'architetto Andrea Scarcia, presso il luogo di un'icona molto venerata, oggi inglobata nell'edificio barocco. L'architettura è simile a quella delle chiese teatine della campagna, ossia una pianta rettangolare con la facciata a capanna, il cui ingresso è preceduto da un portico a edicola con un solo fornice monumentale. Tale schema architettonico è presente in altre chiese come quella della Madonna delle Piane, di San Salvatore e della Madonna del Freddo. La facciata è stata ristrutturata nel primo Novecento con l'aggiunta di intonaco bianco, e decorazioni in rilievo presso il coronamento dell'architrave a timpano triangolare, riproducendo dei motivi cari al romanico toscano. Al centro della facciata si trova una nicchia con una statua della Vergine col Bambino, e sotto un oculo in asse.
La leggenda dell'edicola votiva vuole che in un giorno di pioggia, passava per quella via un carrettiere. Impantanatosi il carro, il contadino per la rabbia gettò un sasso contro l'icona, che rimase sfregiata, iniziando a sgorgare sangue dalla zona danneggiata. Nel frattempo una voragine si aprì sotto i piedi del carrettiere, che fu inghiottito con tutto il convoglio. Il giorno viene fatto ricadere sul 2 luglio, giorno della festa della Madonna. L'icona allora venne sempre più venerata dai contadini per ingraziarsi la Vergine offesa, e vennero elargite delle somme per edificare una chiesa in suo onore. Sempre la leggenda vuole che la notte del 2 luglio il fosso della terra richeggi di imprecazioni e bestemmie del carrettiere inghiottito dal terreno.

### Parrocchia della Madonna degli Angeli

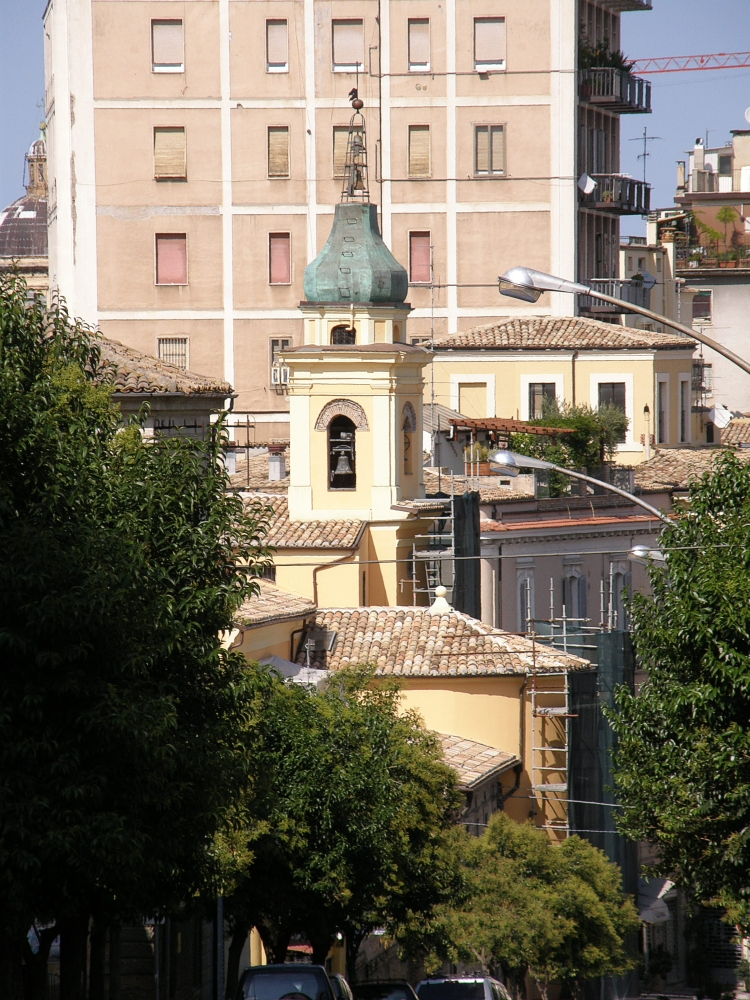
Torre campanaria della chiesa della Trinità

La chiesa si trova in Piazza Monsignor Venturi, in un contesto di espansione edilizia moderna, poiché nel primo '900 l'area era spopolata, dominata solo da alcune case contadine, e da chiese rurali. Questa chiesa in origine aveva aspetti tardo barocchi, risalendo al Settecento, era di aspetto tuttavia assai modesto, come dimostrano le fotografie, con una facciata a capanna preceduta da un portico ad archi, come le chiese della campagna teatina della Madonna del Freddo, di Sant'Anna e di San Salvatore. Quando negli anni '50 il nuovo quartiere si espanse, fu necessaria una chiesa più grande anche perché la vecchia era rimasta danneggiata dal terremoto del 1915 e dalla guerra, e si decise di abbattere l'antica cappella per edificarla ex novo, in stile moderno. Questa chiesa rispecchia gli schemi di antiche chiese abruzzesi, come il Duomo di Guardiagrele, dotate di un campanile a torre nella zona centrale della facciata; infatti presso la facciata la torre è ottagonale. L'insieme è molto semplice: pianta rettangolare con abside semicircolare e interno a navata unica con delle tele recenti.

### Chiesa di Santa Maria della Vittoria
Fu edificata nella seconda metà del '500 dai crociati francesi nel sobborgo omonimo, nella zona ovest della città, commilitoni di Chieti, in segno di riconoscenza verso la Madonna per la vittoria dei cristiani nella battaglia di Lepanto (1570). La chiesa fu ristrutturata nel 1744 con la realizzazione di una nicchia per accogliere la statua di Maria, e si trovava in un punto focale di traffico di viandanti e merci. Nel dopoguerra la zona collinare subentrò alla nuova parrocchia della Madonna degli Angeli e così la chiesetta cadde in degrado, infine chiusa al culto. Delle voci raccontano che in quel periodo in una famiglia un bambino si ammalò gravemente e il padre fece voto di ristrutturare la chiesa in caso il figlio fosse guarito. Il prodigio avvenne, e crescendo divenne imprenditore, che si interessò alla causa della chiesa, ormai a rischio crollo. Tuttavia non fu consultata la Soprintendenza e la chiesa venne demolita e ricostruita daccapo, perdendo lo stile settecentesco, poiché la nuova ricostruzione è solo un'imitazione, che non conserva gli stucchi interni e le cornici modanate, ma è solamente molto schematico, nell'area della navata unica. Di originale si conserva solo una tela della Madonna, del 1774.

### Chiesetta di Santa Barbara
Si trova lungo la strada omonima nella zona est del centro (lungo la stradina omonima), appena fuori dal contesto urbano. La chiesa ha origini medievali, come dimostra l'impianto della facciata, in origine probabilmente romanica, ma il tutto è stato rimodellato tra il Settecento e il tardo Ottocento. La chiesa ha un impianto rettangolare con l'ingresso preceduto da un ampio portico ad arcate a tutto sesto, sovrastato dalla facciata a capanna. Il campanile laterale è una torretta con cuspide di scuola napoletana. L'interno è molto semplice, a navata unica, scandito da paraste laterali con due nicchie e l'altare maggiore ornato da una vetrata policroma.

### Chiesa di San Donato
Si trova lungo la strada omonima, nella periferia ovest, presso la contrada Colle Marcone. La chiesa ha origini antiche, facente parte di un piccolo sobborgo rurale situato lungo il tratturo L'Aquila-Foggia, e viene citata per la prima volta nel XVII secolo, con disegno nella mappa del Tratturo Magno diverso dall'impianto attuale. Infatti l'aspetto odierno è dovuto a un restauro ottocentesco che ha intonacato tutto il complesso, lasciando però la pianta originale delle chiese teatine di campagna, ossia a pianta rettangolare con l'ingresso preceduto da un'edicola con tre archi laterali, dei quali quello principale è più grande, rivestito da una cornice di mattoni.
Il campanile nel disegno seicentesco era più alto, e forse per dei crolli è stato ribassato; l'interno ad aula unica è molto semplice, eccezione per l'altare maggiore, composto da due nicchie minori laterali con statue (la seconda compone la Sacra Famiglia), mentre il nicchione centrale ha una cornice barocca inquadrata da due paraste con capitelli decorati in finto oro, e racchiude la statua di San Donato d'Arezzo. Probabilmente la chiesa non ha origini medievali, poiché il culto di San Donato in Abruzzo si diffuse dal Seicento in poi.

### Chiesa di Santa Maria della Misericordia o di Sant'Eufemia
Si trova all'imbocco di via Colonnetta da via della Misericordia, per raggiungere Chieti Scalo dalla zona del Colle. La chiesa venne edificata dopo l'epidemia del 1656. La pestilenza colpì Chieti, il camerlengo don Filippo De Letto decise di ricorrere all'aiuto divino, vista l'impossibilità di arginare il contagio. In Cattedrale si decise di cantare ogni giorno solennemente dopo la messa e il vespro l'antifona della Concezione. L'8 settembre 1656 il camerlengo stesso pregò l'Immacolata affinché liberasse la città dalla peste, e tali preghiere fecero in modo che il giorno della vigilia della Concezione il morbo abbandonasse Chieti. In segno di riconoscimento i cittadini eressero delle icone votive nel centro storico, una delle quali ancora visibile presso il corso Marrucino, e sempre alla Vergine furono intitolate molte chiese settecentesche che sorgevano nelle campagne circostanti: Madonna delle Piane, Madonna degli Angeli, Madonna delle Grazie, Madonna del Freddo. Tra queste nacque anche la chiesa di Santa Maria della Misericordia.
Nel 1943 la chiesa fu requisita dai tedeschi e adibita a macelleria, ma non danneggiata, neanche con la ritirata nazista nel '44.
La chiesa mostra un aspetto settecentesco molto semplice, con mattoni faccia vista, architrave a timpano triangolare e piccolo campanile laterale a torretta. Nell'interno si trova la statua di Sant'Eufemia, molto venerata, con tunica rossa, libro aperto e un leone accanto, simbolo del martirio. Alla santa è dedicato anche un vicino pozzo.

## Chiese delle frazioni

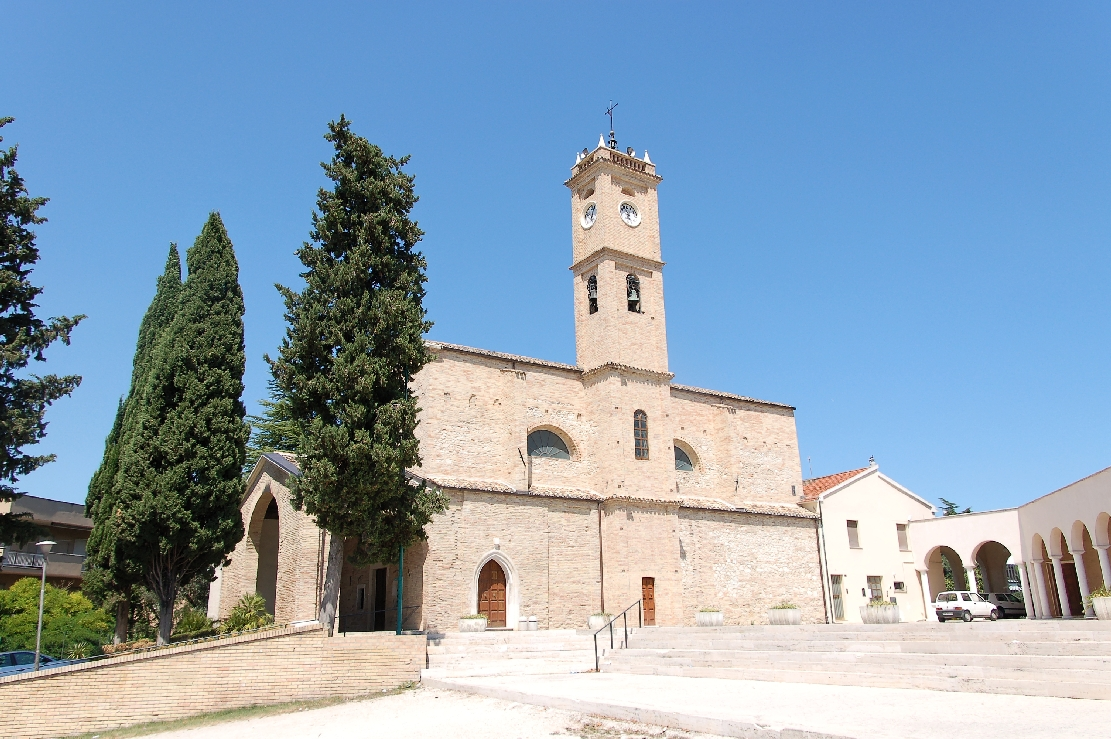
Chiesa della Madonna delle Piane

### Chieti Scalo
- Parrocchia del Santissimo Crocifisso: costruita negli anni '50 (presso l'attuale Piazzale Marconi della stazione ferroviaria) sopra una precedente in stile neoromanico danneggiata dalla guerra, è una chiesa monumentale a pianta rettangolare con tetto a spioventi, e facciata decorata da un portale con piccola edicola pronao, sorretta da due colonne. L'interno è a navata unica, con cappelle laterali, piuttosto spoglio, caratterizzato da un uso particolare della geometria schematica.
- Chiesa dei Santi XII Apostoli: seconda chiesa di Chieti Scalo in via Capestrano, è stata costruita alla fine degli anni '90, e ha pianta quadrata, con un'elegante facciata ricavata dall'uso sapiente delle curve e delle volumetrie quadrangolari, con la realizzazioni due campanili che formano due vele gemelle, a spezzare la semplicità della facciata.

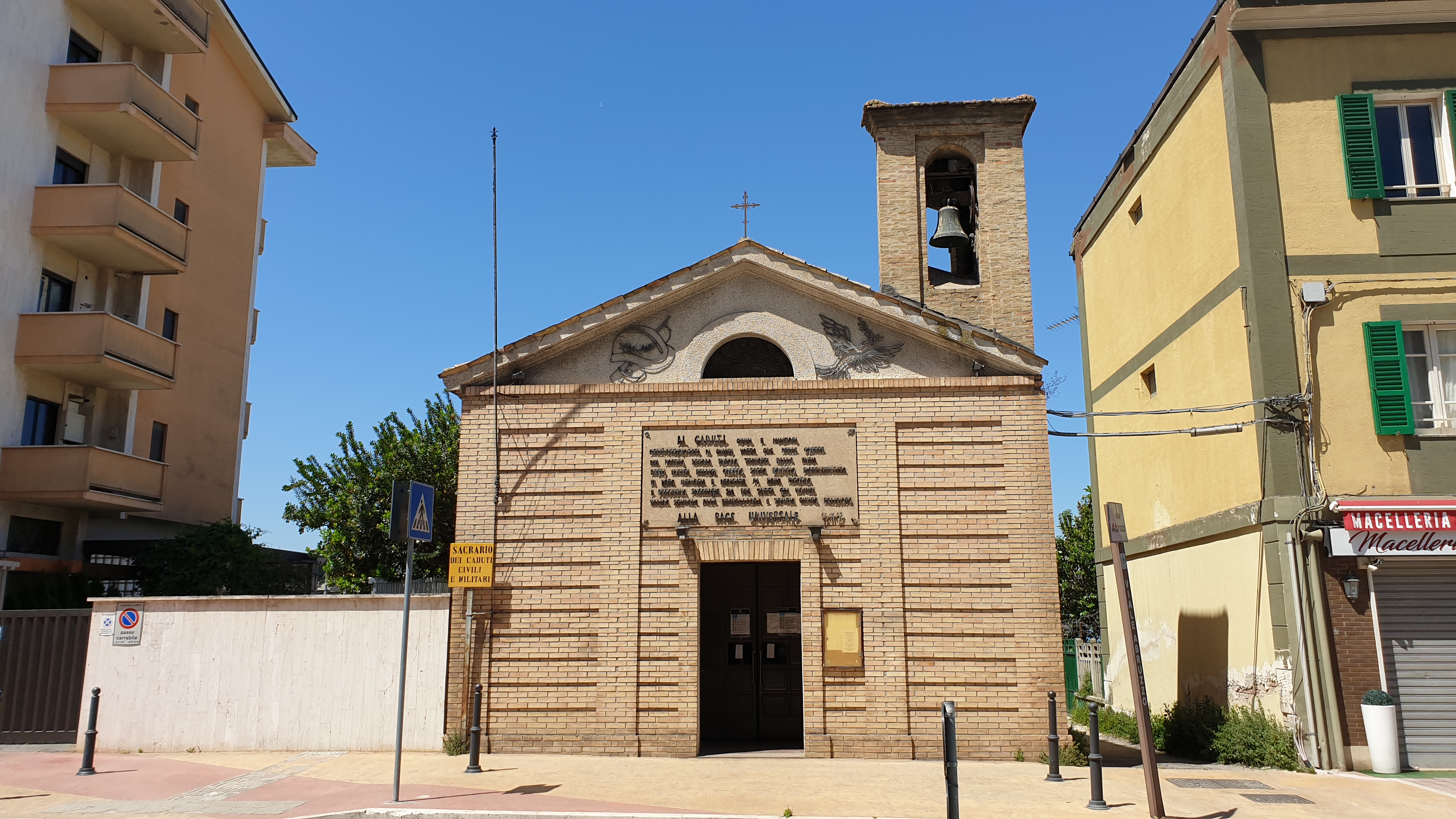
Chiesa di San Costantino e Sant'Elena

- Chiesa ortodossa di San Costantino e Sant'Elena. situata lungo il viale Abruzzo a Chieti Scalo, è stata ricavata dall'ex sacrario militare dei Caduti della Grande Guerra. La chiesetta è una cappella novecentesca in stile molto semplice, con facciata a capanna in bugnato e mattoni faccia vista, ornata da portale centrale, sormontato da finestra a ventaglio. L'interno a navata unica è stato arredato secondo i dettami della religione ortodossa, rivestito in legno, con lampade orientali e immagini bizantine del Cristo e dei santi dedicatari.
- Chiesa della Madonna delle Piane: si trova alla fine del viale Benedetto Croce, o venendo da via dei Vestini, e risalirebbe all'XI secolo, quando in zona vi transitò l'imperatore Enrico II. Un secondo documento cita la chiesa nel XIV secolo, e in un documento del 1425 si accenna che la struttura fosse legata a un mulino ad acqua. La chiesa fu ampliata nel XVIII secolo, quando si sviluppò nella campagna circostante un piccolo borgo di 100 persone, dipendenti dalla parrocchia di Sant'Agata. In seguito la chiesa venne rimaneggiata e con lo sviluppo dello Scalo fu circondata da strutture moderne, perdendo la grazia di caratteristica chiesa rurale. Per via della crescente popolazione, accanto alla chiesa vecchia venne costruito un moderno oratorio, più spazioso. La chiesa antica conserva le fattezze medievali, con il tipico pronao a edicola a capanna, che precede l'ingresso. La pianta è rettangolare, con tetto a spioventi, e un campanile rettangolare slanciato, con una torretta minore che contiene l'orologio. L'interno conserva una statua medievale della Madonna molto venerata dagli abitanti locali.
- Chiesa di Santa Filomena: situata lungo il viale Abruzzo dopo lo stadio Guido Angelini, anche questa chiesa individua un edificio eretto e officiato in stretta aderenza con il sistema tratturale abruzzese. Era infatti il primo a carattere religioso che si trovava lungo la vecchia via Tiburtina, superato il ponte di Villareia (anticamente Villa Reale) di Cepagatti. La seconda chiesa era quella di San Donato, la terza quella della Madonna del Buon Consiglio e la quarta quella di Santa Maria Casoria, nel territorio di Bucchianico. L'edificio probabilmente sorse nel XVII secolo, usato come cappella dalla famiglia Mezzanotte, che aveva una villa poco distante, e ha la tipica connotazione di chiesa settecentesca abruzzese di campagna, con pianta rettangolare a capanna, e interno intonacato e stuccato molto ricco di colori.
- Parrocchia di San Pio X: situata a Chieti Scalo all'inizio di via Pescara, è stata realizzata negli anni '70. Ha una pianta quadrata, con curvature presso l'ingresso, in modo da comporre ben tre lati. Il tetto a ventaglio si solleva verso l'angolo di fuga opposto all'ingresso, dove si trova il campanile. L'interno a navata unica è in cemento, mostrando un arco trionfale precedente il presbiterio, sorretto da due colonne che inquadrano l'altare

### Brecciarola e altre contrade
- Chiesa di San Bartolomeo: in contrada Brecciarola, è la chiesa parrocchiale della vasta zona, ricostruita negli anni '60 sopra una precedente. La chiesa sorge nel cuore della frazione, accanto all'abitazione detta "Casone" dei nobili Valignani, ha una pianta rettangolare con un rialzo del soffitto presso la navata centrale; l'ingresso è preceduto da un portico più largo con due finestre a forme di croce. Presso l'ingresso si staglia anche la slanciata torre campanaria.
- Chiesa del Carminiello: si trova lungo via dei Frentani in direzione di Torrevecchia Teatina. Fa parte della cappelle rurali teatine sorte nel XVIII secolo, come dimostra la facciata chiaramente tardo-barocca, scandita da cornici marcapiano a da due coppie di paraste. L'insieme in mattoni faccia vista è molto semplice, così come l'interno a navata unica
- Cappella di San Giovanni Piccolino: in contrada Villa Pini lungo la strada dei Frentani, è una chiesa degli anni '40 che rappresenta le tipiche caratteristiche delle chiese campestri di Chieti.
- Chiesa di San Fele: piccola chiesa posta al confine con lo Scalo, situata lungo l'omonima strada. La chiesa risale al primo '900, ed è un compendio dello stile tipico delle chiese teatine di campagna con portico che precede l'ingresso, e di quello liberty. La facciata a capanna è caratterizzata da una croce celtica situata in cima.

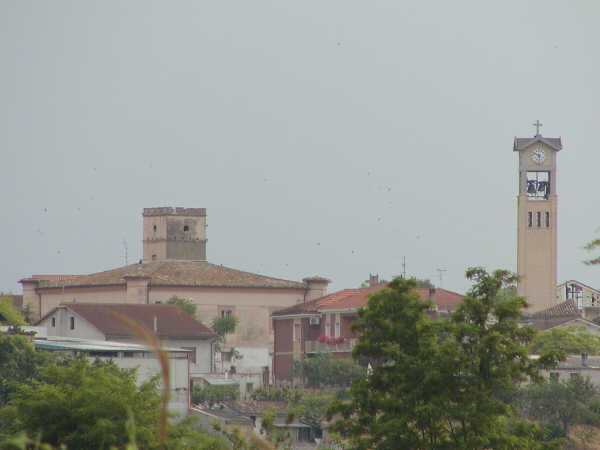
Brecciarola: in vista il palazzo del "Casone" e il campanile della chiesa di San Bartolomeo

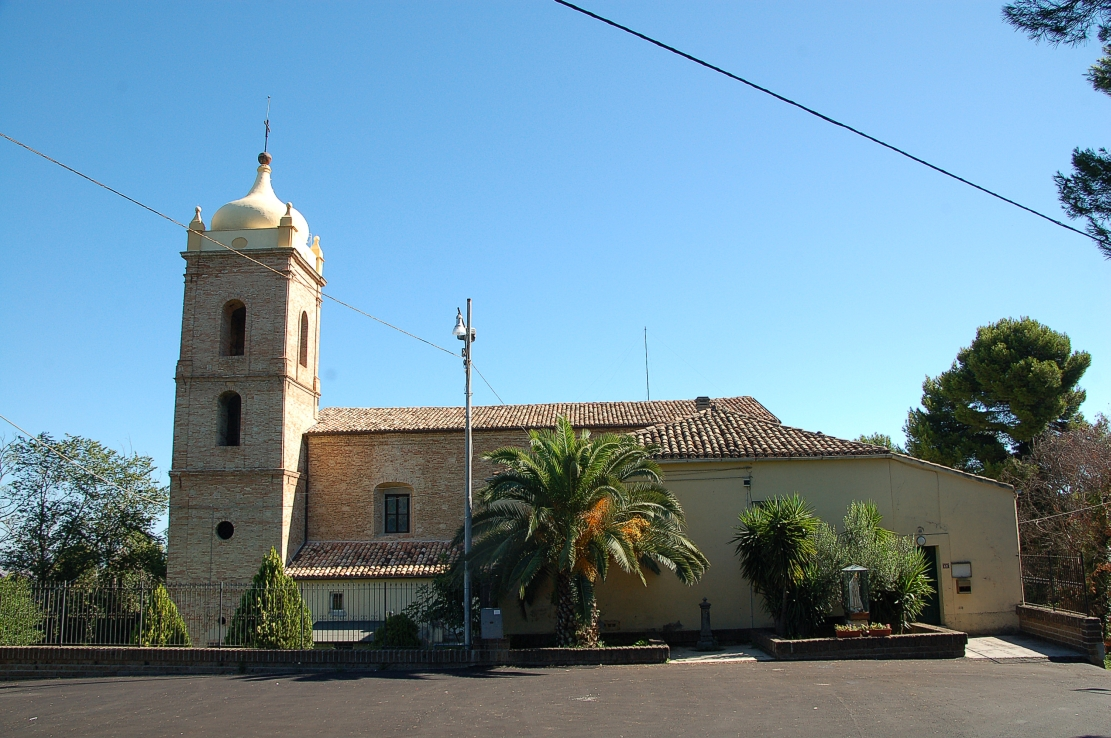
Chiesa di Santa Maria de Cryptis

- Chiesa della Madonna del Buon Consiglio: la chiesa faceva parte del tratturo che portava a Foggia da L'Aquila e si trova nella località omonima nella zona sud-ovest periferica, verso Bucchianico. La chiesa risale al Medioevo, come testimonia il portale romanico ad arco a tutto sesto, ma è stata ampiamente rimaneggiata nei secoli, e ha un aspetto sette-ottocentesco. All'esterno la chiesa mostra una facciata a capanna inquadrata da paraste angolari, in cui si apre solo il semplice ingresso architravato. Il suo interno infatti riceve la luce da una serie di finestre laterali: monofore, archi trilobati in pietra, appartenenti alla vecchia struttura. Lateralmente alla chiesa si trova una struttura in laterizio, utilizzata come sagrestia, e così anche un campanile a torretta che è collegato alla facciata. Lo spazio interno è privo di particolari elementi decorativi, scandito da paraste che sorreggono in alto la trabeazione continua che corre lungo il perimetro. Il presbiterio è molto ricco di decorazioni, coperto da una calotta ellittica impostata su pennacchi decorati da medaglioni, che raffigurano i quattro Evangelisti.
Caratteristica della chiesa è una campana "insolita", collocata presso un arco del campanile, la campana in realtà è una bomba inesplosa sganciata dagli aerei degli alleati, il fatto che la bomba non esplose, quando venne rinvenuta dal parroco presso il giardino della chiesa, fu visto come miracoloso, pertanto la bomba fu svuotata della polvere da sparo e appesa al campanile quale campana.
- Chiesa della Madonna del Freddo: l'insediamento di questo villaggio rurale, situato sulla strada dietro il cimitero nella zona ovest, è uno dei più antichi di Chieti, composto da casette campestri, e per questo vi fu costruita una chiesa, che oggi ha un aspetto settecentesco, con un pronao monumentale che precede l'ingresso. La facciata è scandita da coppie di paraste con capitello dorico, e l'architrave ha timpano triangolare. La chiesa è suffragata alla parrocchia di Sant'Anna presso il cimitero.
La leggenda vuole che un giovane molto povero, mentre camminava presso i terreni della contrada, fu colto da un malore con febbre alta. Supplicò la Vergine di aiutarlo, dato che il male sembrava inguaribile, e il prodigio si compì. Il giovane per riconoscenza alla Madonna edificò una prima cappella, affinché fosse un ricettacolo di protezione contro le malattie.
- Chiesa di Santa Maria de Cryptis: sorge presso Villa Obletter o Villareale, e risalirebbe al XIII secolo, quando fu fondata come eremo dei discendenti di Papa Celestino V. Successivamente venne ampliata nel XVII secolo, fino a raggiungere le fattezze settecentesche attuali, che mostrano un edificio molto più curato delle classiche chiesette di campagna della zona. Infatti la chiesa era luogo di sepoltura delle famiglie nobili di Chieti, come i Nolli o i Toppi, e da ciò deriva il nome "criptis", poiché la chiesa fungeva da cimitero, con la cripta medievale, che conserva alcuni sepolcri di pregio.
- Chiesa di San Martino Vecchio: chiesetta degli anni '40, situata in zona San Martino, sopra il colle che sovrasta lo Scalo. La chiesa originaria di San Martino era più antica, ma è caduta in rovina, ragion per cui se ne costruì una nuova nel Novecento, che rispecchiasse il modello di quella medievale. La chiesa, essendo diventata troppo piccola per accogliere i fedeli della frazione, vedrà trasferita la propria parrocchia nella nuova chiesa di San Martino, i cui lavori sono partiti in uno spazio di terra poco più a valle nel 2016.
- Chiesa del Santissimo Salvatore: si trova nella contrada San Salvatore, e risalirebbe all'XI secolo, facente parte della giurisdizione di San Giustino. Col passare dei secoli sorse un insediamento abitativo di case rurali e la chiesa venne ampliata, fino a raggiungere l'aspetto attuale, di fattezze settecentesche. Come quasi tutte le chiese delle contrade di Chieti, ha l'ingresso preceduto da un piccolo portico a edicola.

## Gli ex conventi e gli orti murati

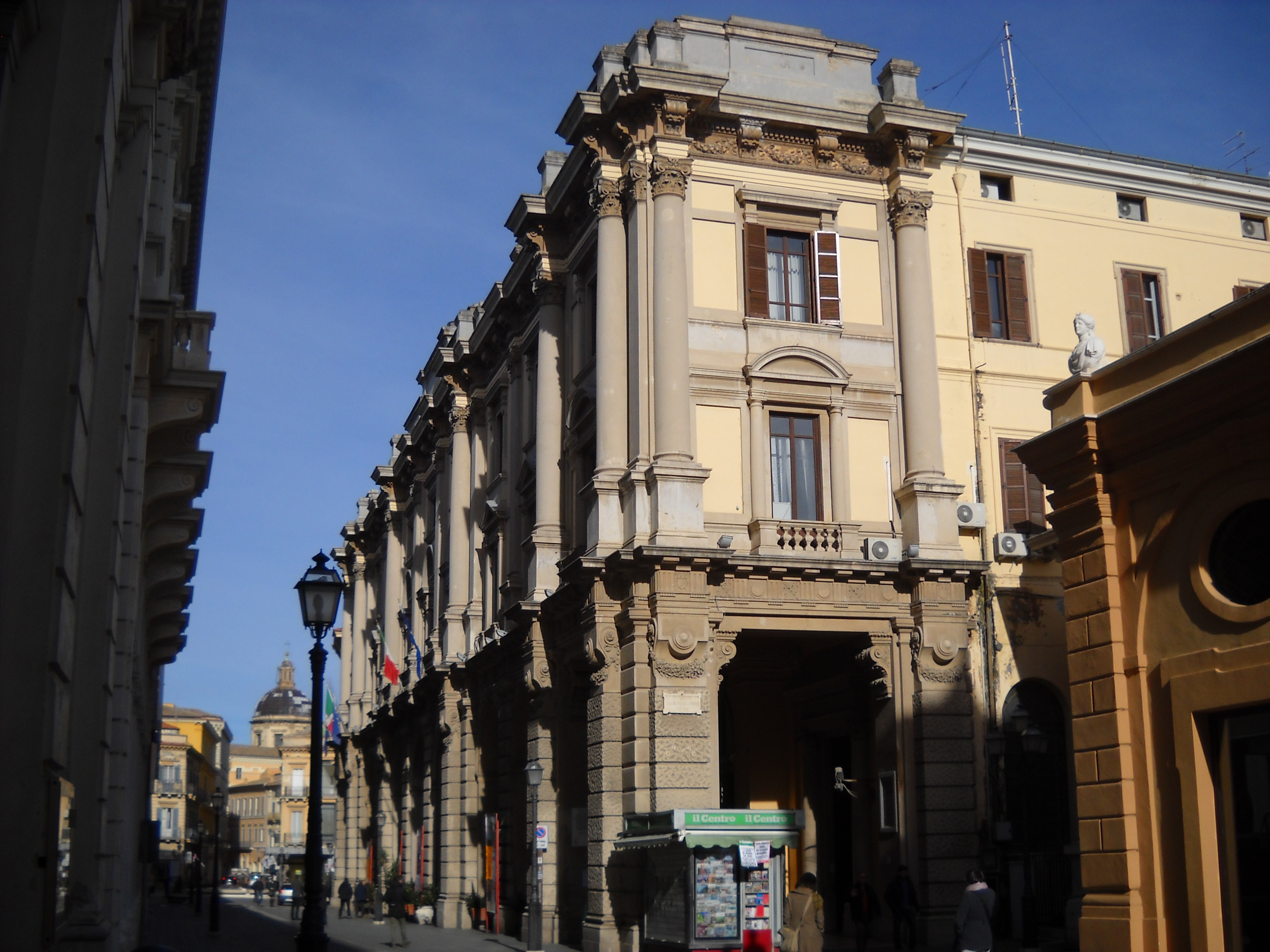
Il Palazzo della Provincia, sorto dopo il 1913 nell'area della vecchia chiesa conventuale di San Domenico

Lungo l'area di margine del centro storico, oggi delimitata dalle circonvallazioni, ma una volta spazio extramurale, si trovavano i maggiori convento della città. La definizione di "orto murato" non implica a Chieti unico spazio circondato per forza da mura, ma anche uno spalto, ossia terrazzamento aperto realizzato lungo il profilo di parapetto della cinta muraria.
L'orto degli Scolopi di Sant'Anna (presso l'attuale Convitto "Giambattista Vico") aveva la vista verso il mare, e maggiormente esposto a est era l'orto scomparso dei Domenicani e dei Francescani. Uno degli esempi più chiari è l'orto di Santa Maria Maddalena il quale, nonostante l'arretramento rispetto al vecchio bastione murario, conserva l'aspetto che questi spazi dovevano avere in origine, e conservare fino al XVIII secolo.
Con le espropriazioni napoleoniche e ancor più con la soppressione dei monasteri nel 1867 i conventi vennero chiusi, adibiti a caserme o scuole, e persero l'antico splendore.
Analoga impressione si può trarre per l'orto dei Celestini che fronteggiava uno dei punti panoramici della città, oggi l'arena della Civitella. Gli orti venivano riconvertiti in occasione di guerre o carestie a spazio di manovra delle artiglierie, in caso di bisogno venendo allargati o cambiati nell'impostazione plenimetrica. Così fu per l'orto dei Cappuccini e per quello di Santa Maria, convertito nella caserma Pierantoni. Ciò spiega la remota funzione pubblica che a essi veniva attribuita, oscillante dall'uso al servizio delle comunità religiose, e dunque anche alle collettività laiche che a esse facevano capo.
Ciascuno spazio però era anche concepito tenendo conto che esso funzionalmente andava connesso alla norma della vita monastica clausurale, ossia in certi casi prima della militarizzazione di essi, avvenuta nel periodo del XVI secolo, come per il chiostro delle Clarisse e di Santa Maria, le cui monache si trasferirono presso i Cappuccini.

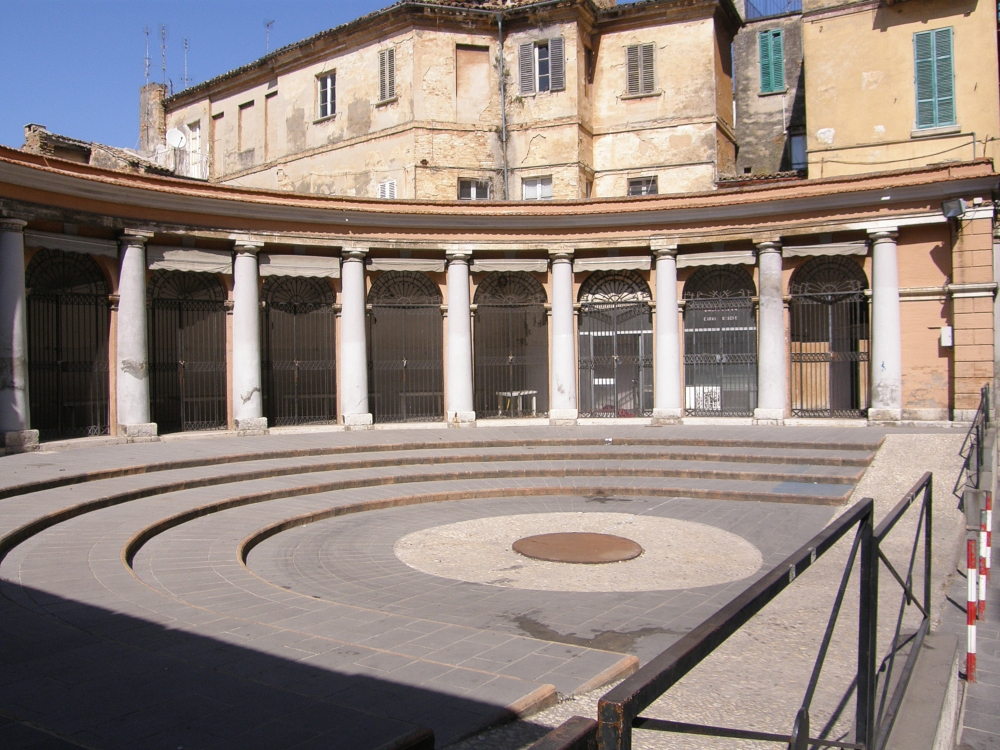
Piazza Esedra della Pescheria, zona dell'orto dei Crociferi

In una mappatura del 1703 di Giovan Battista Pacichelli, gli orti dei Cappuccini, di Santa Maria, dei Celestini e di Sant'Andrea appaiono fittamente ricchi di alberi e piante. Nella veduta a volo d'uccello dell'orto dei Domenicani (1752) e in quelli dei Cappuccini (1824-1830) appare invece netta la distinzione tra orto e giardino: aiuole ben curate divise in lotti alberati e viali caratterizzano il giardino; lotti regolari sono destinati agli orti, ma in questo caso circondati più che da viali da terreno destinato a frutteto, come nel caso dei Cappuccini.
I conventi più antichi sono quelli di Santa Maria Maddalena e Sant'Agata (VIII secolo), uno era dei Benedettini,  èin via De Attiliis, l'altro è l'ex istituto scolastico del Santissimo Rosario,
accanto alla chiesa di Sant'Agata , successivamente nel XIII secolo giunsero a Chieti gli ordini mendicanti dei Cappuccini, dei Domenicani, Francescani e Agostiniani. Poiché i campi si situavano dalla parte opposta della struttura conventuale, rivolta invece verso le porte delle mura, questi finirono per gravare sulla cinta fortificata, costituendo appunto gli orti murati.
L'affermazione degli ordini mendicanti individua il primo circuito a Chieti, composto dal chiostro-orto dei Domenicani (ossia la zona del Palazzo della Prefettura) e da quello dei Francescani (il giardino dell'ex Intendenza della Finanza, dietro la chiesa di San Francesco al Corso), circuito che con l'espansione angioina finisce per trovarsi all'interno della città vecchia, mentre altre strutture si avviano a diventare urbane, come l'orto degli Agostiniani, distrutto nell'800, corrispondente all'attuale Largo Santa Maria, dietro la chiesa di Sant'Agostino; quelli delle Clarisse di Santa Maria furono realizzati e murati dentro la cinta fortificata nel XIV secolo: l'orto dei Celestini di Santa Maria della Civitella (oggi zona archeologica dell'anfiteatro), quello dei Crociferi presso la chiesa della Santissima Annunziata presso l'ex Porta Bocciaia, quello delle Clarisse su via Arniense (oggi il convento è sede dl comando dei carabinieri), quello di San Giovanni Battista trasformato in scuola elementare, e l'ultimo del conservatorio di Santa Maria dei Sette Dolori.
Non v'è dubbio che anche gli Antoniani della chiesa di Sant'Antonio abate avessero avuto il loro chiostro con orto, ma andò perduto durante l'urbanizzazione della zona (allora periferica nella metà dell'800) di Porta Sant'Anna, oggi inquadrata da Piazza Garibaldi, con le varie strutture amministrative di Chieti alta; il convento doveva trovarsi tra via Nicola da Guardiagrele e via Arniense.

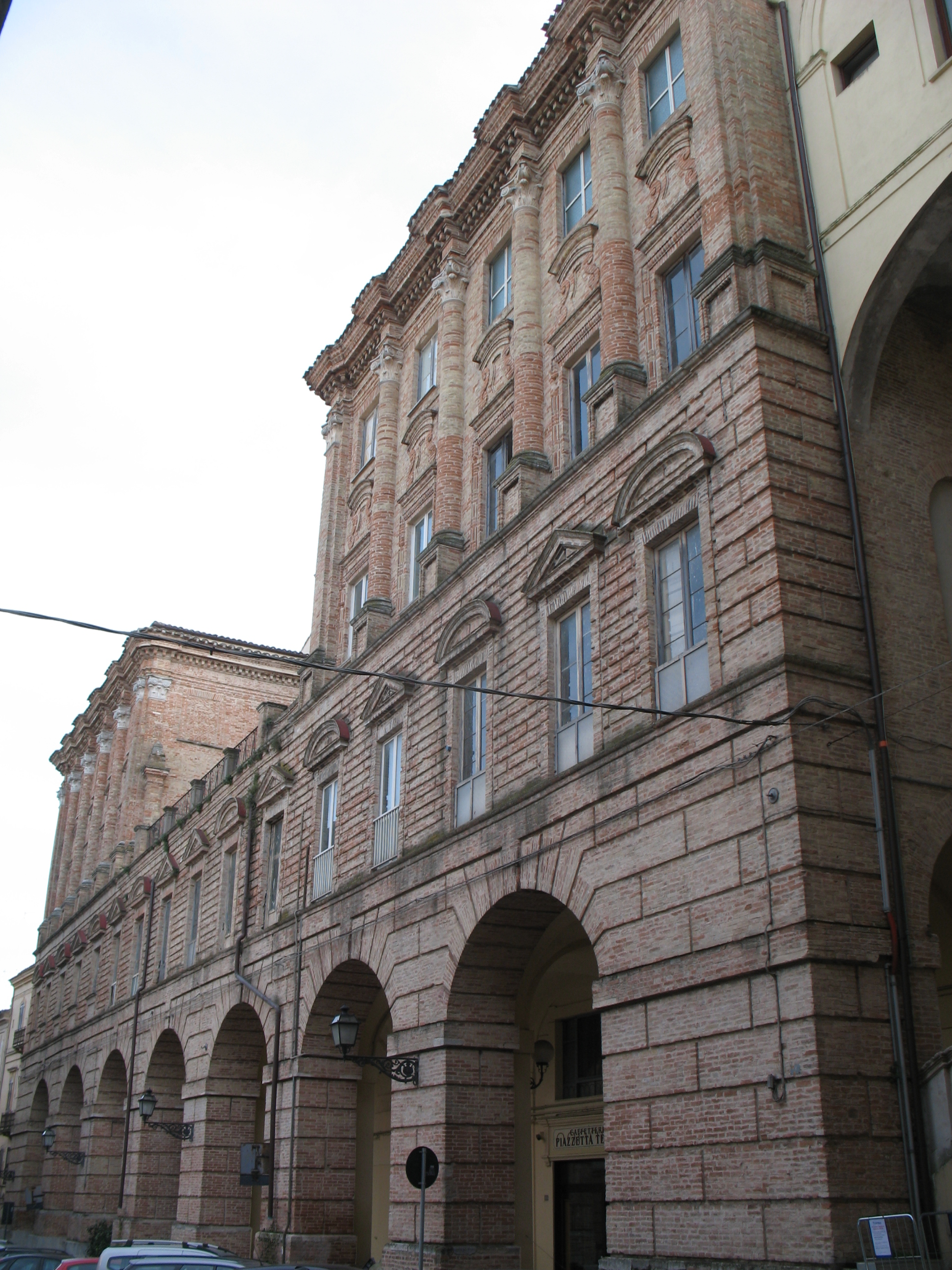
Il Seminario Diocesano su via Arniense

- Orto dei Cappuccini: faceva parte della chiesa di San Giovanni Battista, ed è andato distrutto quando il convento è stato soppresso e trasformato in sede mitare, e attualmente nella casa di riposo in via Addolorata. L'impianto planimetrico tuttavia è perfettamente conservato, e un'ala dell'ex convento che si affaccia su Piazza Garibaldi, ospita la nuova sede della Cassa di Risparmio della Provincia di Chieti, dall'altra parte la casa di riposo,  con il chiostro porticato quadrato,  voltato a botte. L'edificio è molto semplice, ed è scandito da cornici e paraste in bugnato, presente anche sulle cornici delle aperture.
- Orto dei Crociferi: con le trasformazioni ottocentesche il convento e ospedale  dell'Annunziata, sede delle suore

"Cricelle" dell'ordine Camilliano, ha perso l'antico impianto, venendo smembrato in tre stabili a uso civile, compresi tra la fine di via Arniense e viale Silvino Olivieri, e piazza Zuccarini con l'esedra. Faceva parte della chiesa della SS. Annunziata dei Crociferi, oggi auditorium delle Crocelle.
- Orto di Santa Maria Maddalena: conserva la porzione compresa tra via Camillo de Attiliis, dove si trova anche la chiesa, e viale Nicola da Guardiagrele. Il convento è stato arretrato nei secoli, e nell'800 è diventata sede dell'Istituto "Figlie di Sant'Anna".
- Orto di Santa Maria: comprende l'area dell'attuale parcheggio Pierantoni, dietro la caserma, che ha preso il posto della vecchia chiesa. Il convento si conserva ancora, a impianto quadrangolare con due chiostri monumentali, costituiti da loggiato. Il convento fu soppresso nell'800, destinato a caserma militare, oggi ospita varie associazioni, ed è in corso un progetto affinché diventi uno studentato universitario.
- Orto delle Clarisse: è l'orto meglio conservato di Chieti, tagliato solo da via Sant'Eligio e via delle Clarisse. Il complesso fa parte del Comando Provinciale Carabinieri di Chieti, che nell'800 si è installato nel complesso monumentale di Santa Chiara, ha pianta quadrangolare irregolare, con il grande giardino interno il cui punto focale è un pozzo.
- Orto di Santa Maria dei Sette Dolori: il complesso è molto ampio, includente la chiesa dell'Addolorata presso via Sette Dolori e via Sant'Eligio. In origine si estendeva fino a via Federico Salomone, circonvallazione nord della città alta. Il complesso conserva l'orto al centro, ed è usato sia come residenza civile sia conservatorio musicale.
- Orto di Sant'Anna degli Scolopi: è il secondo orto meglio conservato perché è incluso nel complesso del Convitto Nazionale "Giovan Battista Vico", annesso alla chiesa di San Domenico, fino al 1913 "Sant'Anna degli Scolopi". L'orto era alimentato dall'acqua proveniente dall'antico Fonte Grande, lungo via San Francesco da Paola. L'orto ha pianta quadrangolare, ed è usato regolarmente dagli studenti del liceo classico di Chieti, compreso nel convitto.
- Orto di Santa Maria della Civitella: il complesso è ancora molto ben conservato, a pianta rettangolare, il chiostro con il piazzale ha pianta quadrangolare. Una parte è andata distrutta per la realizzazione del parco archeologico della Civitella, già area del vecchio stadio comunale. La vasta porzione a nord invece è stata requisita nel tardo ottocento per la costruzione dell'attuale Liceo scientifico "F. Masci".
- Orto dei Domenicani: era uno degli orti più ricchi della città, distrutto nel 1913 con la demolizione della vecchia chiesa di San Domenico per la realizzazione della Provincia. Parte dell'orto è ancora esistente, a pianta quadrata, nel palazzo della Prefettura,  ricavato dal convento,  che si affaccia su piazza Umberto I.
- Orto dei Francescani: il complesso palaziale ha un aspetto tardo-seicentesco, con unico affaccio su Piazza Malta. L'impianto rettangolare è ancora conservato, così come il vasto giardino alberato interno, nel chiostro quadrato. Fa parte del complesso della chiesa di San Francesco al Corso, un ingresso è dato sul corso Marrucino, accanto alla chiesa.
- Orto del Conservatorio di Sant'Agata dei Goti: ne restano spezzoni compresi tra il largo della chiesa e il Palazzo Mezzanotte. La struttura principale sostanzialmente è usata come conservatorio, parte fu usata come scuola elementare del Santissimo Rosario.
- Orto dell'Ospedale di Sant'Andrea: è l'unico orto conventuale situato fuori dalle mura, compreso nell'attuale ex ospedale militare con Caserma Bruciante nella villa comunale. L'orto si è salvato in parte dalla militarizzazione del 1806 e dalle integrazioni del parco pubblico di Villa Frigerj.

## Palazzi e collegi ecclesiastici

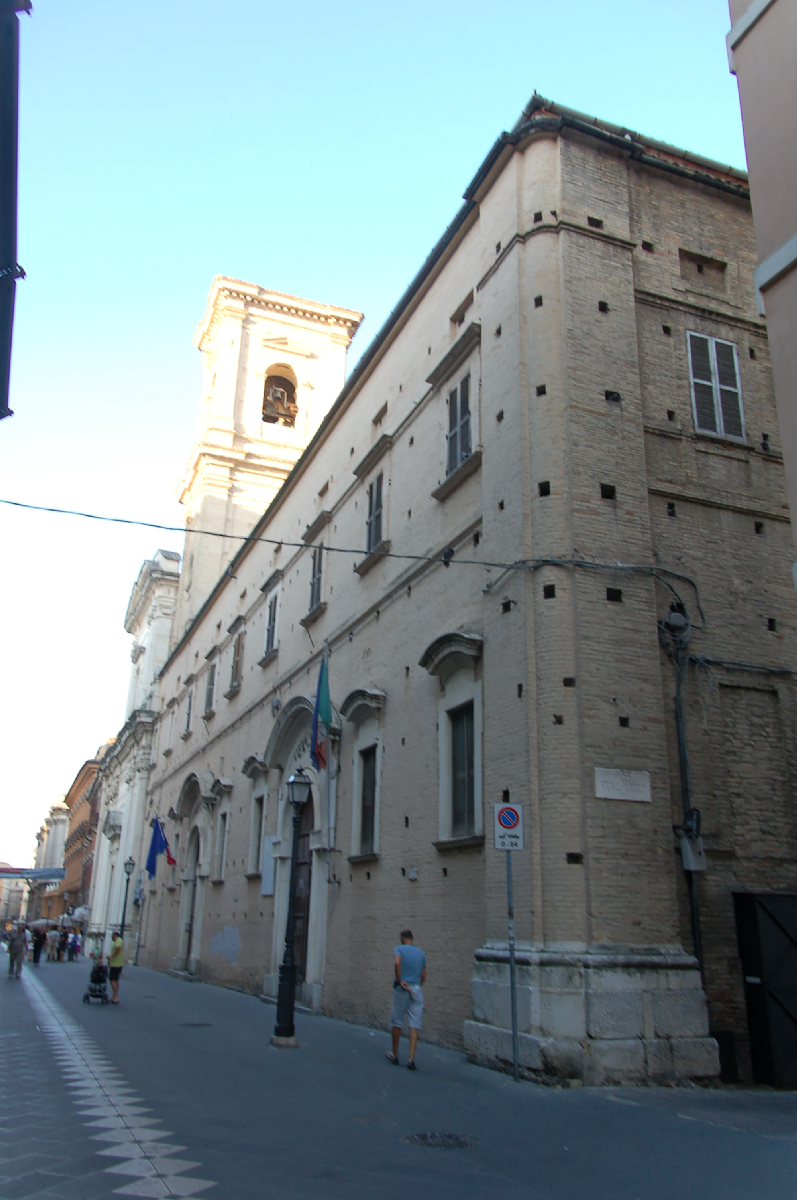
Il complesso del Convitto "Giovan Battista Vico"

- Palazzo Vescovile: si trova in Piazza Valignani, ed è il prodotto di un totale rifacimento di varie strutture nel XVIII secolo. L'elemento più antico è il torrione del 1470 fatto erigere dal vescovo Colantonio Valignani, che mostra similitudini con le strutture medievali della Toscana. La facciata sul piazzale è molto semplice e sobria, divisa in due settori da cornicione marcapiano, con il piano superiore destinato agli uffici, e quello di base alle varie botteghe. Soltanto il monumentale portale centrale spezza l'equilibrio, da cui si accede mediante uno scalone del 1795 voluto da Ambrogio Mirelli, da cui si entra alla corte. Il palazzo ospita il prezioso Archivio Arcivescovile della diocesi teatina.
- Seminario Diocesano: posto tra via Arniense e l'inizio del corso Marrucino, il palazzo fu costruito nel 1568 dal Monsignor Gianni Oliva, e ampliato nel Settecento. La facciata è completamente in laterizio con inserti in pietra nelle grandi semicolonne, e alla base dei pilastri del porticato; sulla facciata prospiciente via Arniense mostra due imponenti avancorpi, ornati da un cornicione barocco, divisi da terrazzo. All'interno si trova una cappella privata, decorata in stile rococò, inoltre un piccolo teatro intitolato ad Alessandro Manzoni.
- Pontificio Seminario Regionale "San Pio X": sorge presso la villa comunale, accanto all'ex Ospedale Militare (ricavato dall'ex convento di Sant'Andrea degli Zoccolanti). Le riforme di papa Pio X sui Seminari cominciarono nel 1905, ossia i vescovi erano invitati a concentrare gli studi filosofici e teologici in seminari interdiocesani. Il 19 ottobre 1908 in successiva riunione, i vescovi di Chieti, Lanciano, Teramo e Penne decisero per la sistemazione del seminario diocesano in Chieti. La direzione del seminario venne affidata alla Congregazione della Missione, in seguito a una convenzione stipulata dai vescovi, con il visitatore della Provincia romana dei Preti della Missione. Padre Domenico Andrei fu così il primo Rettore dal 1908 al 1917, prima del trasferimento della sede definitiva a Villa Nolli.[17] I progetti per la nuova sede iniziarono nel 1909: progettista fu il Cavalier Giovanni Battista Della Marina di Udine, con inizio dei lavori prima dell'inverno 1911. Il seminario nuovo fu inaugurato nel 1914, titolato "Seminario Regionale Abruzzese". Il complesso ha pianta rettangolare, con altri edifici minori addossati, mostrano un edificio maggiore per la scuola, e l'edificio minore usato come chiesa.

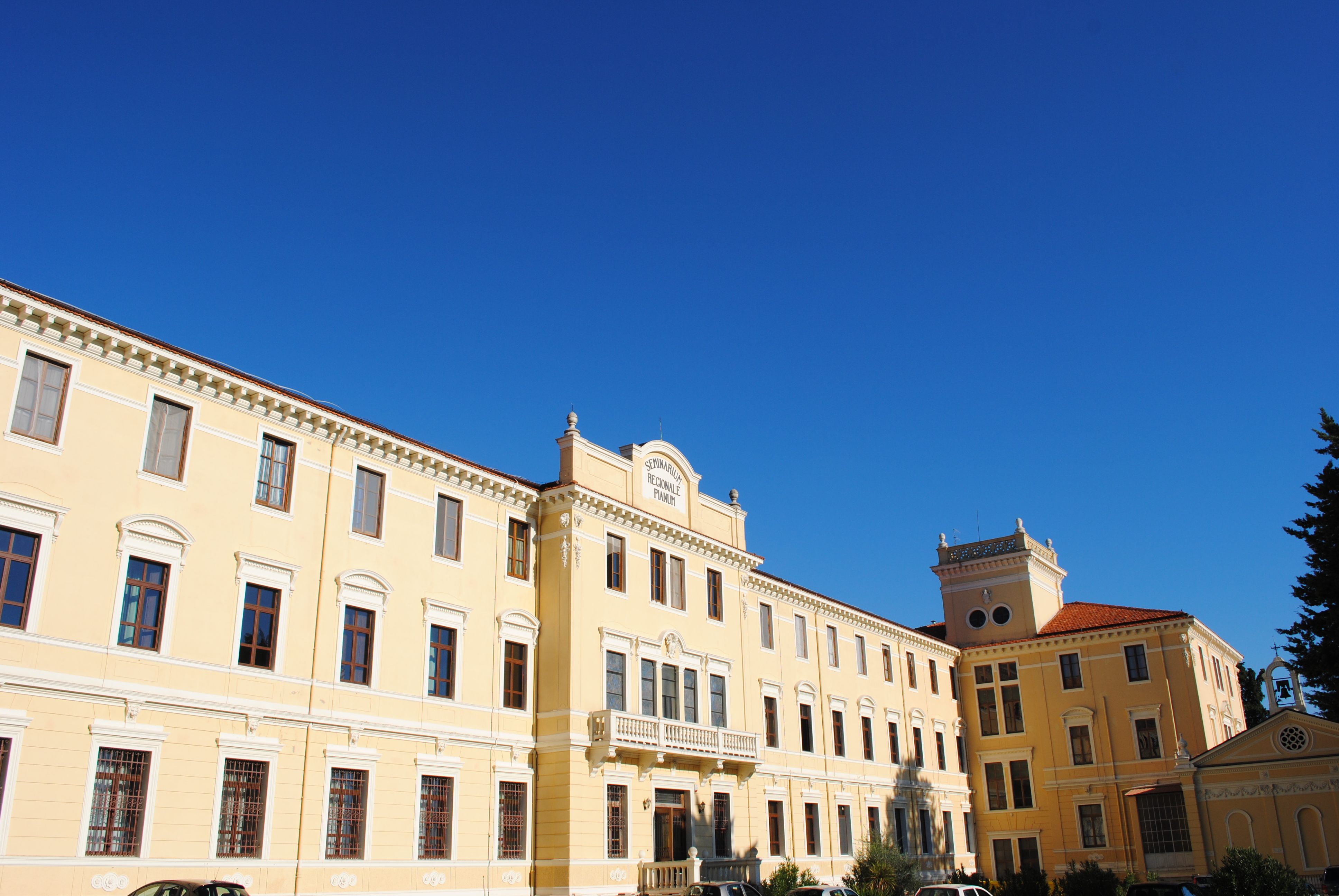
Il Seminario Regionale "San Pio X"

- Convitto Nazionale "Giovan Battista Vico": il convitto è la più antica istituzione scolastica di Chieti, le cui origini risalgono all'istituzione nel 1640 del Collegio degli Scolopi. Il nobile Francesco Vastavigna e il barone Tommaso Valignani ne permisero la costruzione presso il convento, lasciando una cospicua eredità alla loro morte; tale collegio fino al XIX secolo fu di proprietà dei Padri Scolopi e delle Scuole Pie. Nel 1742 il giureconsulto G. Antonio La Valletta destinò per lascito il suo patrimonio alla biblioteca comunale per il mantenimento della scuola, che continuò a essere gestita dai padri fino al 1817, quando Ferdinando I di Borbone la trasformò in "Collegio reale", ossia in convitto con annesse scuole secondarie. Dal 1822 al 1854 il collegio fu governato dai sacerdoti secolari, successivamente fu elevato a "Real Liceo dell'Abruzzo Citeriore" con entusiasmo dei teatini verso Ferdinando II di Borbone, e dunque nello stesso anno divenne "Real Liceo dell'Ordine Universitario", con l'istituzione degli insegnamenti di materie giuridiche, chimiche, farmaceutiche, chirurgiche, scienze naturali, mineralogiche, geologiche e botaniche[18]. Nell'ottobre 1861 con l'annessione di Chieti al Regno d'Italia, il 12 settembre l'istituto divenne Convitto Nazionale, con primo rettore Antonio Iocco. Fino al 1908 il convitto fu sempre florido, tanto che acquistò una villa presso Castellammare Adriatico (Pescara) per le vacanze estive dei convittori, oggi diventato l'Istituto Tecnico "Tito Acerbo". Tra i vari studiosi di prestigio della scuola ci furono Edoardo Scarfoglio, Angelo Camillo de Meis, Giovanni Chiarini e Filippo Masci. Nel 1878 vi studiò brevemente anche il poeta Gabriele D'Annunzio, prima di trasferirsi a Prato.
Il palazzo ha pianta rettangolare con due principali ingressi con cornice in intonaco bianco, il primo per il convitto e il museo diocesano, e il secondo per il liceo classico, con annessa biblioteca e orto centrale a pianta quadrata. Il palazzo ha fattezze settecentesche con mattoni faccia vista, e viene usato anche nelle manifestazioni rievocative della "Settimana Mozartiana".
- Istituto "San Camillo de Lellis": si trova sul corso Marrucino, ed è stato fondato nel 1891 con gestione delle Suore della Congregazione "Figlie della Carità di San Vincenzo de Paoli". L'istituto è stato usato come scuola elementare per i bambini più disagiati, nonché come ospizio, fino al lento declino, alla chiusura (1975), e riconversione in fondazione "San Camillo de Lellis". Il palazzo storico si affaccia sul corso, accanto al Palazzo della Camera di Commercio, e ha aspetto eclettico tra il tardo-settecentesco e il neoclassicismo ottocentesco.
- Monastero Casa di Santa Chiara: si trova in via Brigata Maiella. Si tratta del nuovo monastero delle Clarisse di Chieti, dopo la soppressione ottocentesca del vecchio convento centrale lungo via Arniense. Il nuovo monastero ha pianta rettangolare, composto da chiesa con semplice ingresso a edicola a capanna, e palazzo con le celle delle sorelle, e chiostro con giardino centrale.
Il monastero è dedito alla clausura, a corsi biblici e a incontri con altri istituti religiosi, specialmente con il Movimento Sacerdotale Mariano.

## Chiese scomparse o sconsacrate

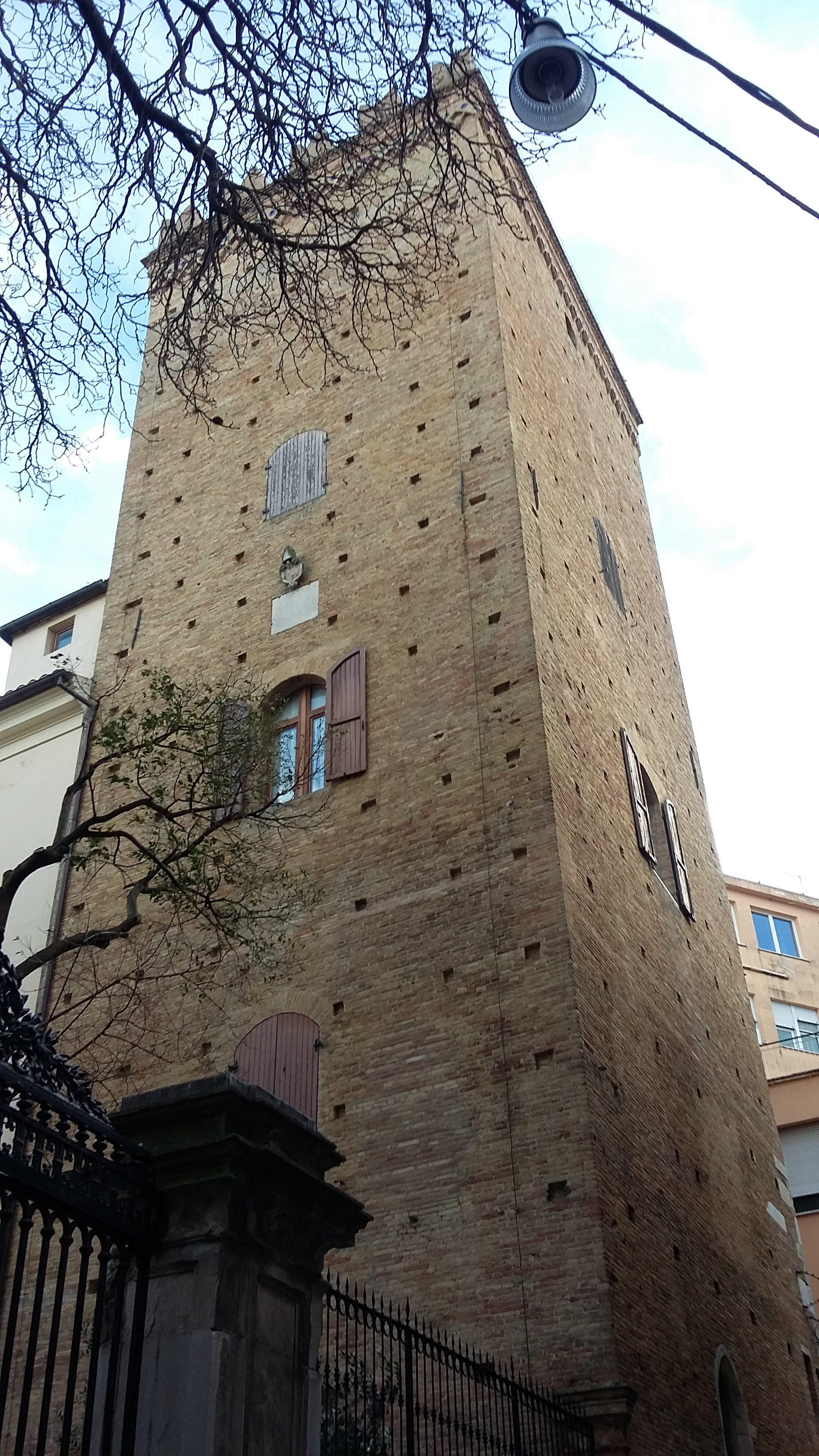
Torre quattrocentesca di Colantonio Valignani, inclusa nel Palazzo Arcivescovile

- Vecchio complesso di San Domenico: era uno dei complessi monastici più influenti della città, sorgeva nell'area tra Corso Marrucino, Largo del Pozzo (piazza Valignani) e Piazza Umberto I, la chiesa aveva l'affaccio davanti al Palazzo de Mayo in Largo Martiri della Libertà. Secondo lo storico Girolamo Nicolino risalirebbe al XIII secolo,  nel XVIII secolo fu restaurato profondamente, con rifacimento barocco dell'interno a navata unica e cappelle latetali, e cupola circolare sul presbiterio, e facciata dall'aspetto classico, con 5 nicchie con statue monumentali di santi. Vi fu sepolto il pittore Donato Teodoro.

Dopo le soppressioni del 1867, soltanto la chiesa di San Domenico rimase in funzione, l'ex convento già al tempo napoleonico era sede della Prefettura d'Abruzzo Citeriore, e poi della Provincia, finché a Chieti non incominciò a farsi sentire la necessità di edificazione di nuove e più funzionali strutture amministrative, nonché necessitò l'ampliamento del corso,  che sibrestringeva notrvolmente all'altezza della chiesa. Nelle trasformazioni urbanistiche iniziate dal primo '900 e protrattesi negli anni '30-'40, ci fu la demolizione della barocca chiesa di San Domenico (1913-14), dove al suo posto fu eretta la Provincia, per riconsacrare la vicina chiesa di Sant'Anna degli Scolopi con la nuova intitolazione, detta anche "San Domenico Nuovo" o "San Domenico al Corso", dato che vi si trasferirono i Domenicani.
Fotografie storiche mostrano l'importanza della chiesa, con la sua facciata monumentale seicentesca, ornata da nicchie con statue marmoree settecentesche in pietra della Maiella, raffiguranti San Domenico con il cane, San Pio V (queste due conservate all'ingresso della cripta della cattedrale), la Madonna del Rosario (conservata nella chiesa di Sant'Agata, l'istituto), e le altre due raffiguranti San Tommaso d'Aquino e Sant'Antonino, situate nella facciata della chiesa di San Francesco d'Assisi.
La chiesa aveva una pianta rettangolare con cupola circolare posta sul presbiterio, ed è stata demolita nel 1913 per lasciare spazio alla costruzione del Palazzo della Provincia. Alcuni affreschi quattrocenteschi della vita
di San Domenico,  staccati dalle pareti della chiesa, sono esposti nel vicino Museo Barbella nel Palazzo Martinetti Bianchi, precedentemente pinacoteca comunale; erano stati staccati prima della demolizione dal soprintendente Francesco Verlengia.
- Chiesa dei Santi Pietro e Paolo: sorgeva sul Colle San Paolo, attuale area dell'antico foro romano di Teate, compreso tra Piazza dei Tempietti Romani e via Marco Vezio Marcello. La chiesa fu edificata nell'VIII secolo circa sopra il tempio dei Dioscuri, e così rimase sino alla sconsacrazione nel 1927 e al ripristino dell'antico tempio. Insieme alla chiesa di San Nicola oggi scomparsa (infatti Verlengia ipotizza che la parrocchia della demolita chiesa fosse ospitata nella chiesa di San Paolo), formava con l'agglomerato omonimo un antico "castrum" tipico della conformazione orografica dei borghi fortificati d'epoca longobarda e franca, presso l'abitato già esistente di Teate. Tracce evidenti della chiesa sono ancora visibili nell'interno affrescato, del XII secolo, con disegni del Cristo Pantocratore tra gli apostoli Pietro e Paolo, di chiaro gusto bizantino romanico.
- Convento di Santa Maria - Caserma Pierantoni: era uno dei complessi monastici più antichi del quartiere Trivigliano o Porta Santa Maria, affacciata in Largo Porta Santa Maria (ol monastero fu riedificato nel XVI secolo dal duca D'Alba per fortificare il lato nord di Chieti durante la guerra del Tronto), e nell'800 fu requisito per diventare caserma militare "Adelchi Pierantoni". La chiesa è stata sconsacrata, ma è possibile ancora leggere l'antico impianto quadrangolare, composto dall'alternanza di bracci a spazi vuoti, che occupavano dentro le mura perimetrali la parte dello scomparso chiostro con orto. Nel primo Novecento insisteva una chiesetta con torre campanaria, poi demolita. Interessante il chiostro monumentale porticato.

Chiesa di San Rocco
sorgeva accanto alla chiesa di Santa Maria della Civitella con ex monastero dei Celestini. La chiesa fu demolita alla fine dell'800 per costruire la torre dell'acquedotto, che sorge proprio nell'esatta posizione del tempietto. Pare avesse semplice impianto rettangolare con abside semicorcolare rivolta sulla strada di via Vernia.
Chiese di San Michele, Sant'Eligio e Sant'Antonio piccolino
erano tre chiese che sorgevano nel Piano Sant'Angelo (Piazza Matteotti), via sant'Eligio - via Arniense e Piazza Garibaldi. Vennero demolite negli anni '80 drl XIX secolo per allargare la strada, nel complesso dei lavori di allargamento del Corso Marrucino e via Arniense, per un collegamento completo tra Porta Sant'Anna e il piazzale della chiesa della Trinità. La chiesa di san Michele sorgeva sul lato sud di piazza Matteotti, du demolita nel 1937.
Chiesa di Santa Lucia
della chiesa resta il nome di una strada, poco distante da Porta Pescara. Forse era già scomparsa nel XVIII secolo.
- Chiesa di Santa Maria Maddalena: si trova lungo via Camillo De Attiliis, poco distante dal Piano Sant'Angelo, ed è sconsacrata. Il convento nell'800 è stato trasformato nell'Istituto Figlie di Sant'Anna, ancora abbastanza conservato nell'impianto, con il chiostro alberato. La chiesa è stata sconsacrata alla fine del Novecento, e adibita ad auditorium. La facciata in mattoni faccia vista è tardo settecentesca, scandita da paraste a coppia e cornici marcapiano. Alla base ci sono tre aperture, delle quali la centrale accoglier anche il portale, sormontato nella zona centrale da un finestrone. L'architrave ha timpano triangolare; sul fianco a destra si erge il campanile a torre.

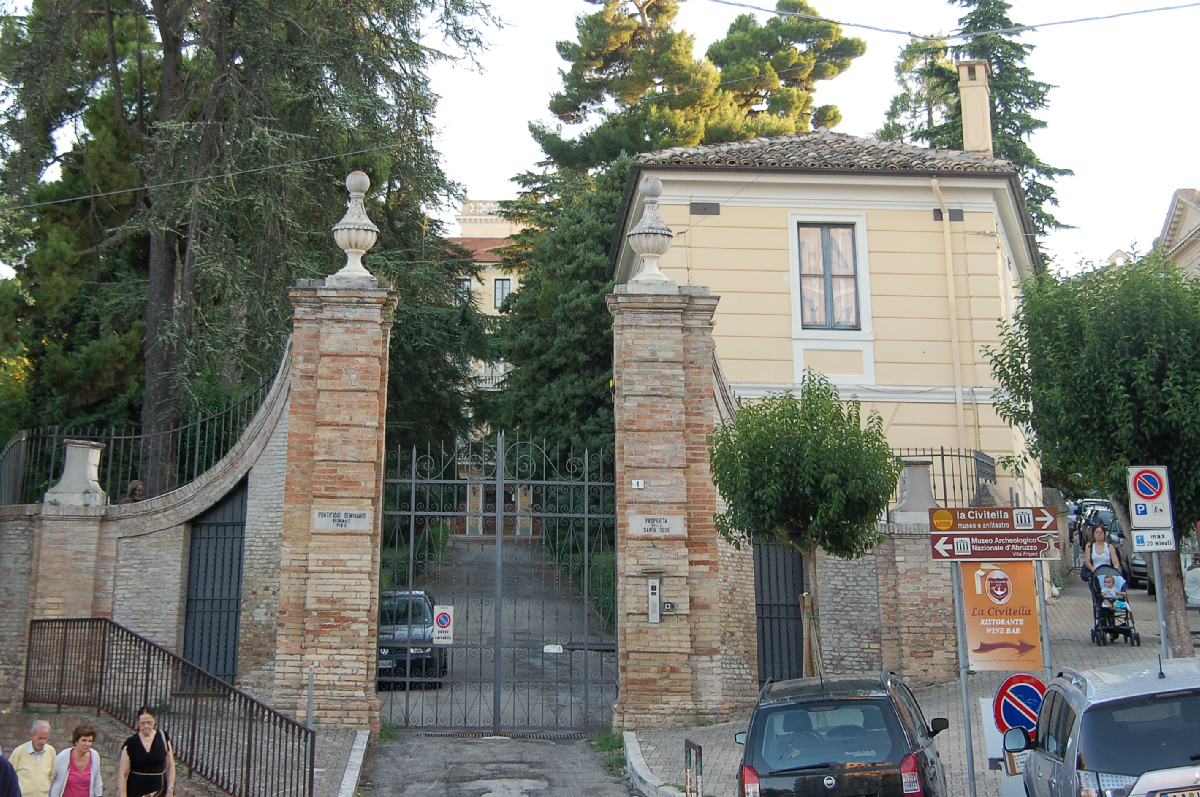
Ingresso al seminario regionale

- Chiesa di San Giovanni dei Cavalieri di Malta: doveva essere molto antica, dacché il rione di Mater Domini (o di san Giovanni) è dedicato anche al santo, o alla porta di accesso, detta "Monacisca", cioè  dei monaci, (i resti sono presso la strada accanto alla parrocchia di Materdomini, del 1959). La chiesa si trovava probabilmente nella zona dell'attuale Piazza Valignani (anticamente Largo del Pozzo), traversa con via Germanese, dopo la decadenza dei Cavalieri Templari, il monastero insieme a molti altri abruzzesi, tra cui la chiesa di Santa Gerusalemme di Pescara, andarono in decadenza fino a scomparire.

Chiesa di Sant'Ignazio e Collegio dei Gesuiti
La chiesa fu eretta nel primo ventennio del XVII secolo con patrocinio del teatino Alessandro Valignano, ma già alla fine di questo secolo fu sconsacrata per la cacciata dei Padri. Corrisponde attualmente all'edificio del teatro Marrucino, ricavato dall'ex chiesa nel 1818, mentre l'ex monastero corrisponde al Palazzo Martinetti Bianchi lungo via C. De Lollis, si conserva soprattutto il colonnato del portico interno.
- Ex convento di Sant'Andrea degli Zoccolanti - Caserma Bucciante: si trova presso la villa comunale, il monastero risalirebbe al XV secolo, l'unico fuori dalle mura di Chieti, da cui prendeva il nome l'antico rione Sant'Andrea sotto la Civitella, e anche l'omonima porta oggi scomparsa, il cui torrione fu inglobato nella chiesa della Trinità. Il convento fu attivo fino all'800, quando Chieti venne militarizzata, i conventi sconsacrati e adibiti a caserme, ospedali o scuole. Il convento di Sant'Andrea divenne sia caserma sia ospedale militare, fino alla chiusura agli inizi degli anni 2000. Sono in progetto interventi di recupero a scopo culturale, e forse il monastero ospiterà la nuova sede della Biblioteca De Meis. Il convento in disegni antichi  aveva una facciata di gusto classico, con piccolo portico di accesso al portale, e un campanile a torre; era provvisto anche di un chiostro interno con orto, come gli altri monasteri teatini, ma con la militarizzazione esso è andato perduto, e il convento conserva di antico solo l'impianto rettangolare con bastioni; l'antica chiesa sconsacrata è stata spogliata di tutti gli arredi e irriconoscibile al giorno d'oggi. Il loggiato del convento conserva tracce di affreschi rinascimentali di Sebastiano Majewski di Teramo, un quadro del "Trionfo del Terzo Ordine Francescano" di Luca Fornari del 1590 si conserva nel Museo Barbella.
- Vecchia chiesa di Mater Domini: si trovava all'ingresso dell'antica Porta Monacisca nella parte ovest del centro (oggi via Principessa di Piemonte) dove nel 1959 è stata costruita la nuova parrocchia. La chiesa aveva antiche origini, ed è stata una delle prime chiese della città a essere stata realizzata dopo la distruzione dei Longobardi, in alcuni documenti è citata come Santa Tecla. Rimaneggiata nel Settecento, la chiesa fu danneggiata nel 1943 dai bombardamenti alleati, ragion per cui, essendo irrecuperabile, si preferì demolirla, conservando nella nuova struttura gli arredi sacri e artistici più rilevanti.
Aveva una pianta rettangolare, con facciata  rivolta  ad ovest, non come quella attuale,che si inerpicava sul declivio del colle, via Principessa di Piemonte (ex via Orientale), e il suo esterno era in mattoni faccia vista, in stile settecentesco.
- Vecchia chiesa del Crocifisso: si trovava presso Piazzale Marconi, la zona centrale di Chieti Scalo. La chiesa era del tardo Ottocento, aveva uno stile neoromanico, con portale a tutto sesto e finestra centrale.  Il piccolo villaggio dello Scalo, dove venne costruita la stazione ferroviaria, fu interessato dagli anni '40, con la costruzione del Villaggio Celdit, da un forte sviluppo urbano, che stravolse completamente, soprattutto dagli anni '60 in poi, la piccola realtà di confine.
Fotografie storiche dimostrano che l'impianto rettangolare mostrava l'esterno in mattoni faccia vista con uno stile diverso da quello della facciata, lungo le pareti laterali. La facciata era tripartita, a sottolineare la grandezza della navata maggiore, ed era ornata da un portale ad arco a tutto sesto, sormontato da un finestrone ogivale, a sua volta sormontato da una piccola monofora presso l'architrave a timpano triangolare. La chiesa è stata demolita negli anni '60, perché danneggiata dalla guerra, per la costruzione dell'attuale complesso molto più ampio, ma con qualità stilistica inferiore alla precedente chiesa.

vecchia chiesa della Madonna degli Angeli
Risalente al XVI secolo, era una delle tipiche chiese di campagna di Chieti, rettangolare, caratterizzara da un portico ad archi all'ingresso e facciata a capanna, come molte chiese di contado dell'epoca rinascimentale, presenti nell'area chietino pescarese. La chiesa era in piazza Monsignor Venturi, fu danneggiata dal terremoto di Avezzano del 1915 e dalla seconda guerra mondiale, pertanto negli anni 50 è stata abbattuta e ricostruita daccapo in forme differenti.